# Le Grand Restaurant (émission de télévision)
Pour les articles homonymes, voir Le Grand Restaurant.
Le Grand Dîner, puis Le Grand Restaurant désigne un ensemble d'émissions de télévision française, portées par l'humoriste Pierre Palmade.
Elles mettent en scène de nombreuses célébrités dans un restaurant, dont Pierre Palmade est le maître d'hôtel en 1990, puis directeur en 2010 dans une multitude de courtes saynètes et de sketchs qui s'enchaînent.
Le Grand Dîner est diffusé le 28 décembre 1990 sur Antenne 2.
Les deux premiers épisodes du Grand Restaurant été diffusés en 2010 et en 2011 sur France 2. Les deux épisodes suivants sont diffusés en 2021 et 2022 sur M6.

## Synopsis
Le Grand Restaurant est un divertissement télévisuel est réalisé comme un spectacle composé de saynètes racontant la tranche de vie de clients d'un restaurant raffiné ainsi que les mésaventures du propriétaire de l'établissement, homosexuel, joué par Pierre Palmade.
On suit les histoires de 16 personnages ou groupes de personnages, évoluant chacune en trois scènes ou sketchs. Ces scènes sont entrecoupées par les actions du patron du restaurant ainsi que celles du personnel ou encore les chansons du pianiste noir-américain toujours en accord avec le thème abordé lors de la scène précédente. Les situations humoristiques traitent de divers thèmes de société tels que l'amour extra-conjugal, l'héritage, la sexualité, l'argent ou encore la solitude.

## Épisodes

### Le Grand Dîner(1990)
L'émission est diffusée le 28 décembre 1990, sur Antenne 2.

#### Fiche technique
L'émission est réalisée par Gérard Pullicino, avec Pierre Palmade au scénario, et produit par Antenne 2.

#### Distribution
- Pierre Palmade : Pierre (le maître d'hôtel)
- Richard Berry
- Martine Boeri
- Claude Brasseur
- Jean-Claude Brialy
- Jean-Pierre Castaldi
- Christian Clavier
- Pierre Richard
- Marie-Anne Chazel
- Darry Cowl
- Dave
- Micheline Dax
- Ginette Garcin
- Henri Garcin
- Fiona Gélin
- Catherine Lara
- Michèle Laroque
- Miou-Miou
- Claire Nadeau
- Marcel Philippot
- André Pousse
- Pierre Richard
- Muriel Robin
- Michel Roux
- Jacky Sardou
- Charlotte de Turkheim
- André Badin
- Valérie Benguigui
- Jean-Marie Bigard
- François Dascoloff
- Séverine Denis
- Jacques Dynam
- Annie Grégorio
- Elie Kakou : le serveur
- Jean Leduc
- François Rollin
- Laurent Schwenke
- André Valardy
- Alexandre Zonta

### 1erépisode:Le Grand Restaurant(2010)
Ce premier épisode est diffusé le 20 février 2010, sur France 2,,.

#### Fiche technique
L'épisode est réalisé par Gérard Pullicino, avec Pierre Palmade au scénario, et produit par France 2.

#### Distribution

Distribution
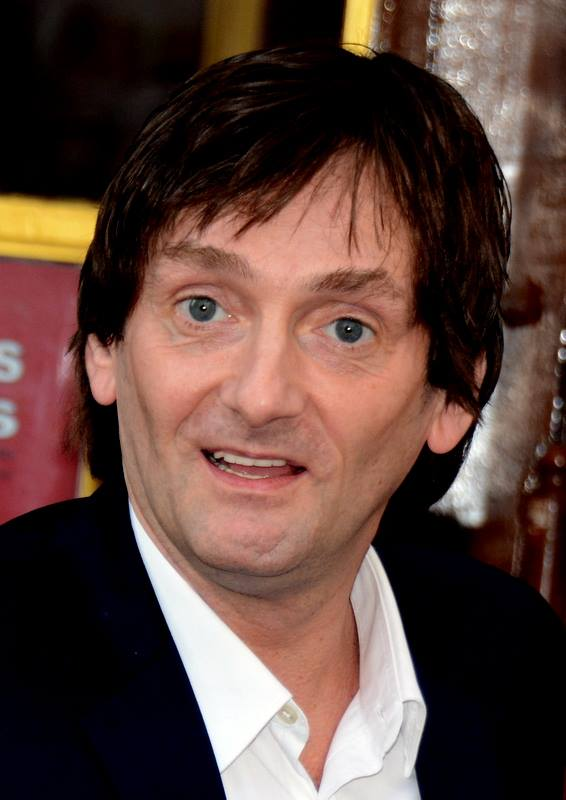
Pierre Palmade : Pierre (le directeur du restaurant)
- Jean Leduc : Jean (le chef cuisinier)
- Sébastien Castro : Sébastien (le maître d'hôtel)
- Anne-Élisabeth Blateau : la serveuse
- Jérémy Kapone : Alexandre (le serveur)
- Bilco : un employé du restaurant
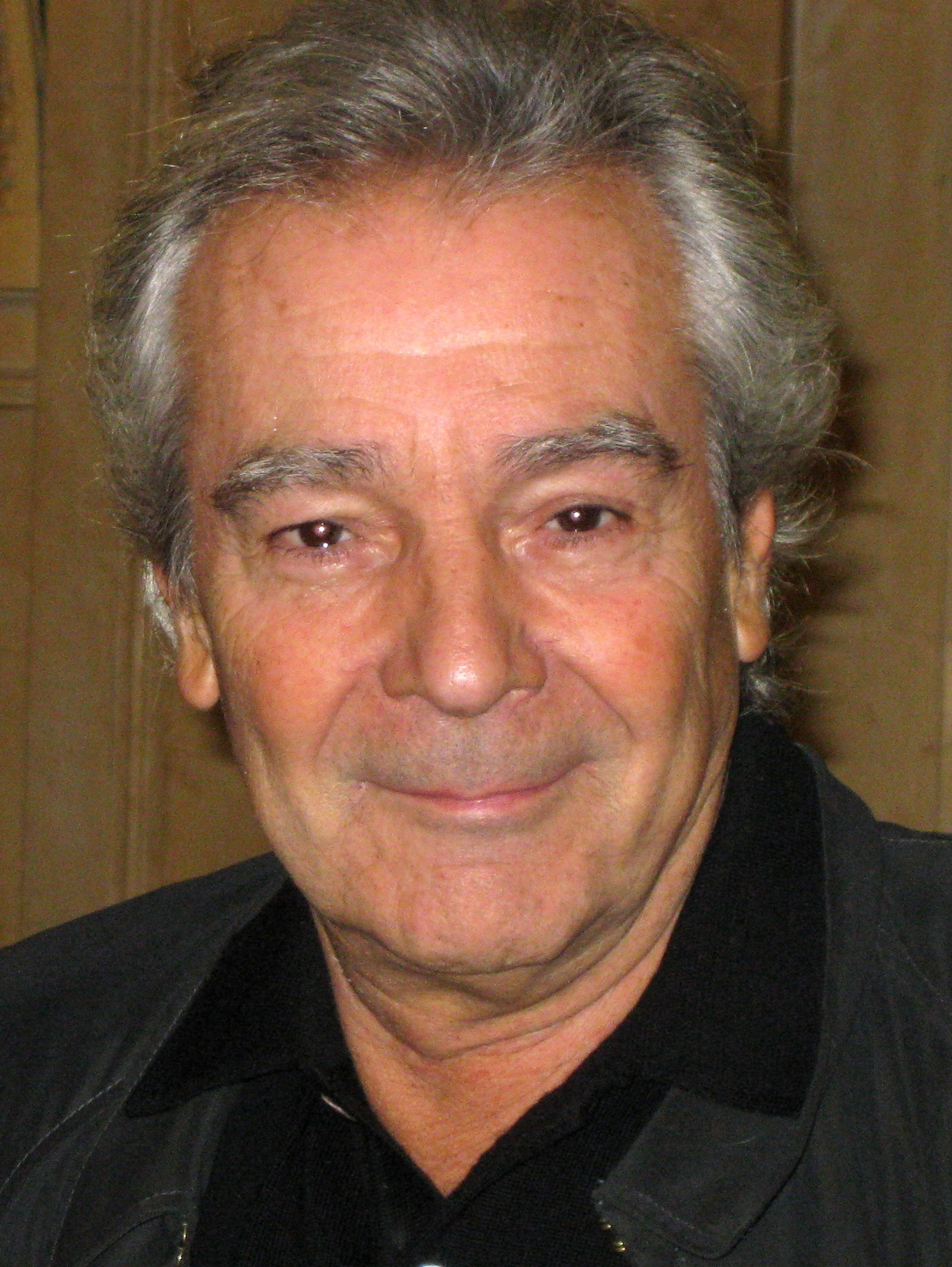
Virginie Hocq : la sœur de Pierre
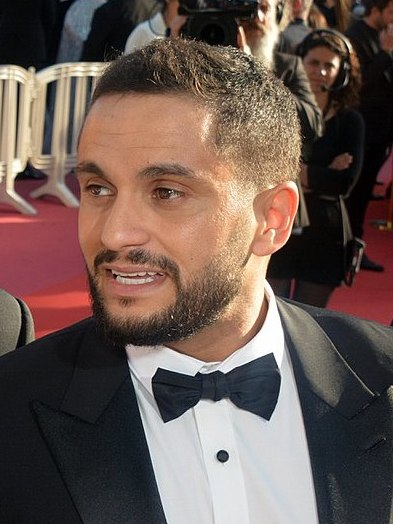
Malik Bentalha

- Gérard Darmon : Gérard
- Gérard Depardieu : Gérard
- Gérard Jugnot : Fifi
- Patrick Timsit : Super-Nono
- Pauline Delpech : Caroline
- Bénabar, Michel
- Alain Doutey
- Alex Lutz
- Alexandra Galasso
- André Dussollier
- Anne Laventure
- Antonio Mineo
- Bruno Tacnet
- Chantal Lauby
- Charlotte Rampling
- Claire Keim
- Claude Johan
- Dave
- Didier Yacar
- Édouard Baer
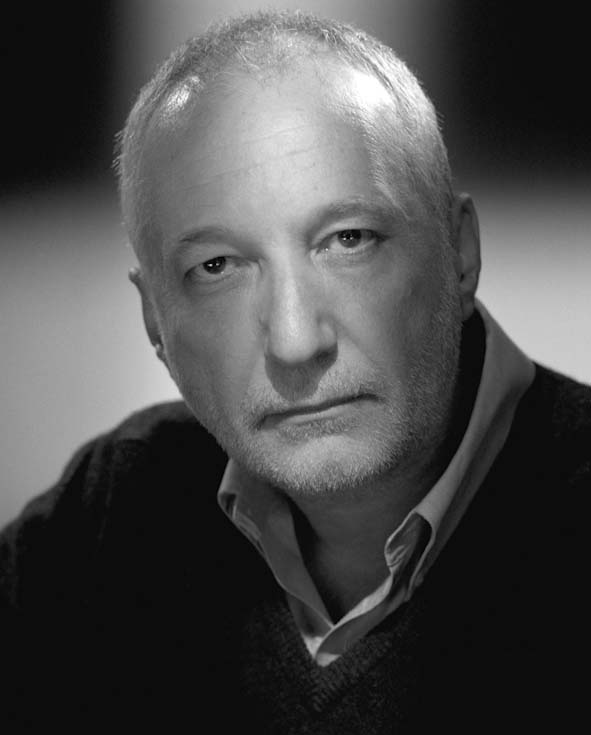
François Berléand
- Françoise de Stae
- Grégory Bouchelaghem
- Guillaume Mélanie
- Gwendoline Hamon
- Hannah Jonasz
- Isabelle Nanty
- Jean Rochefort
- Jean-Marie Bigard
- Julia Christina Griseri
- Julie Bonnot
- Julie Ralu
- Justin Bowen
- Kriss Delaye
- Laurence Badie
- Lauriane Leblond
- Léo Guillaume
- Marie Bourlet
- Maxime Godart
- Michel Aumont
- Michel Boujenah
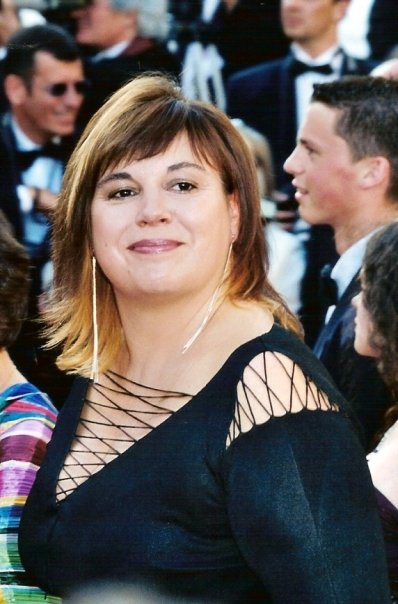
Michèle Laroque
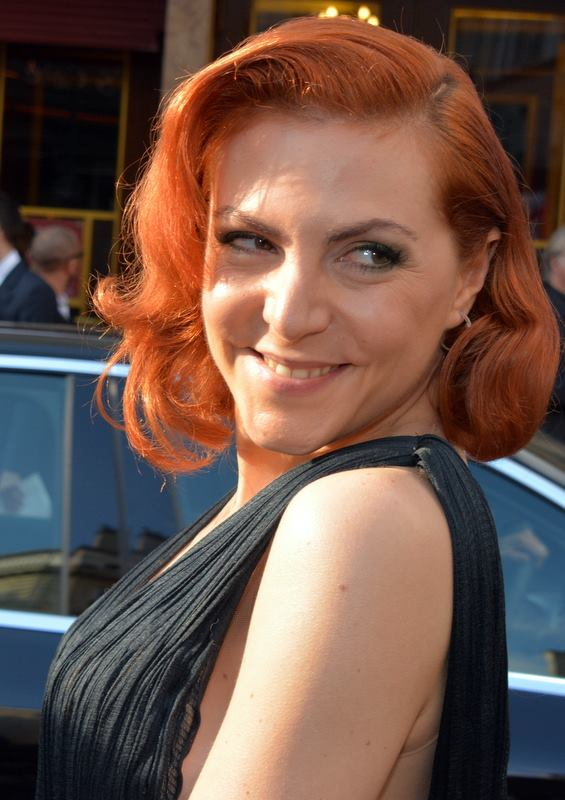
Anne-Élisabeth Blateau
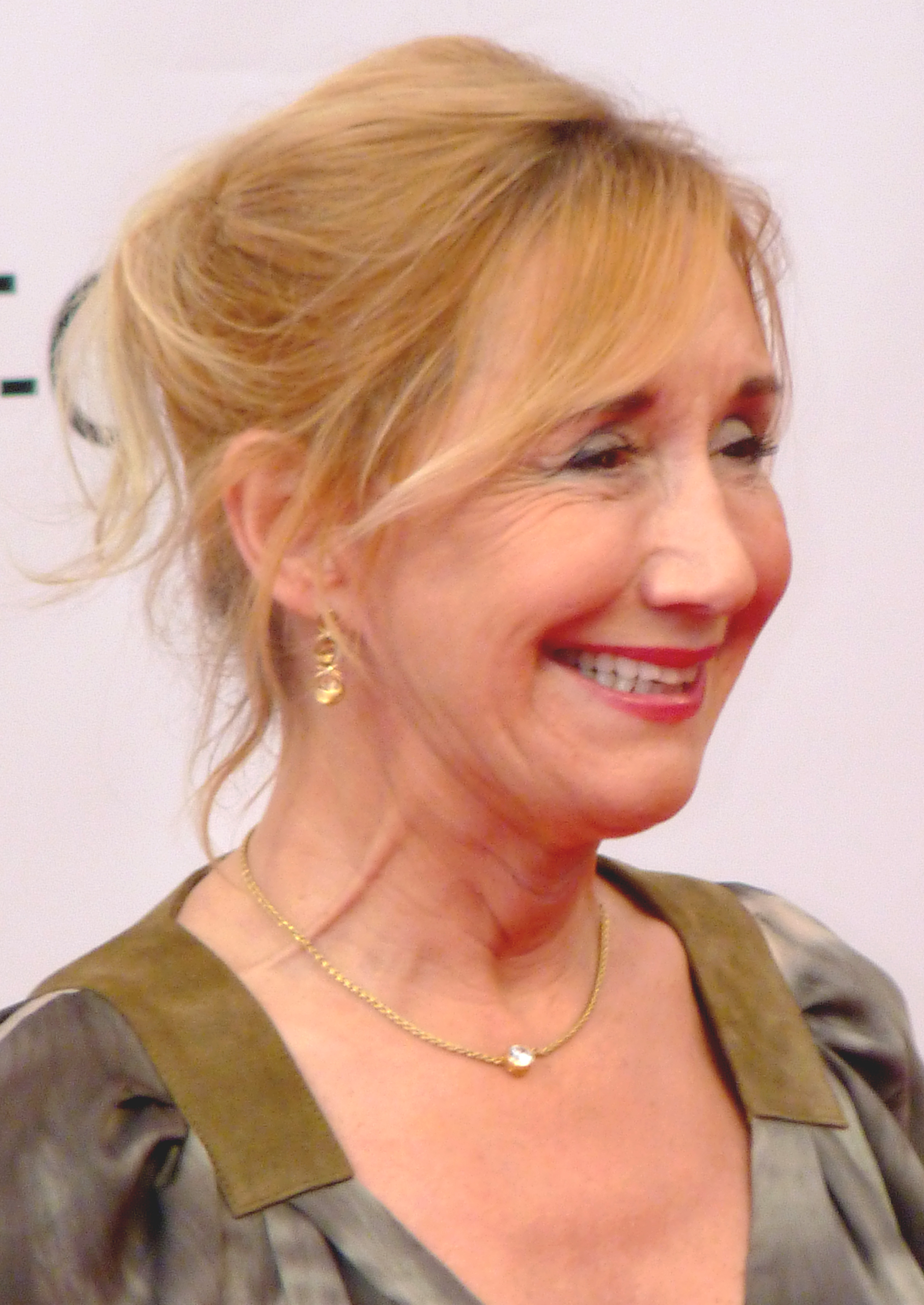
Marie-Anne Chazel
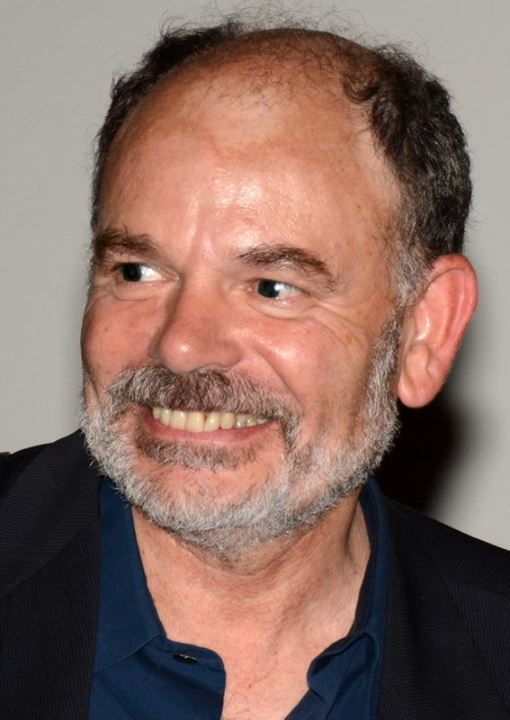
Jean-Pierre Darroussin
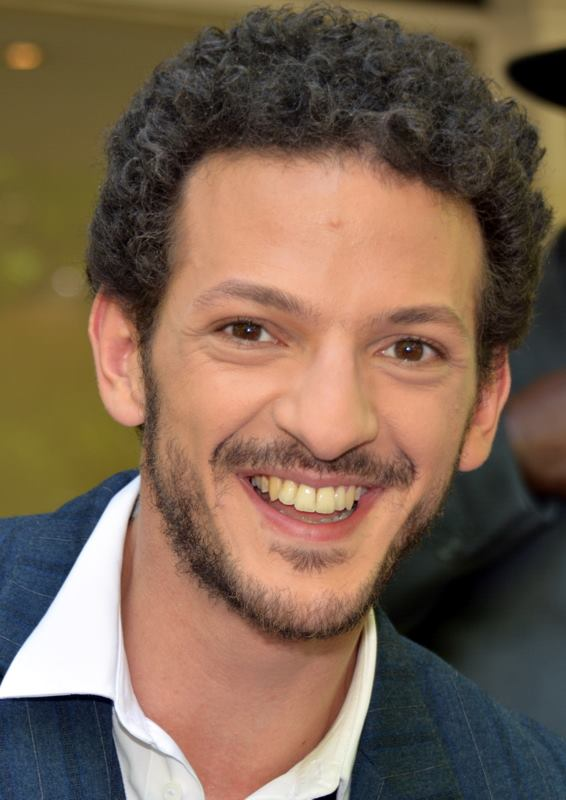
Vincent Dedienne
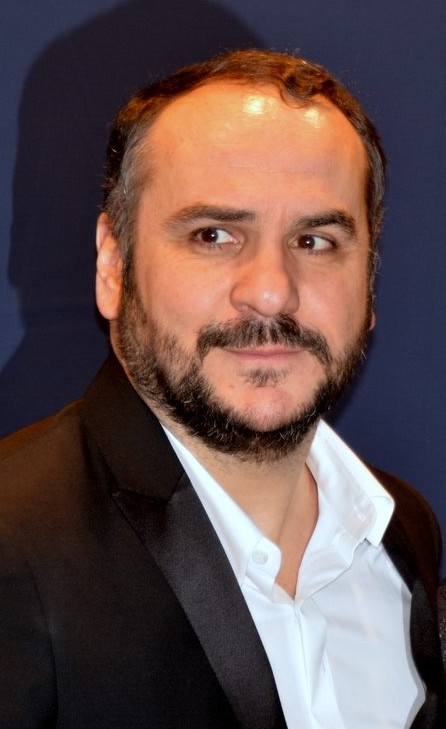
François-Xavier Demaison
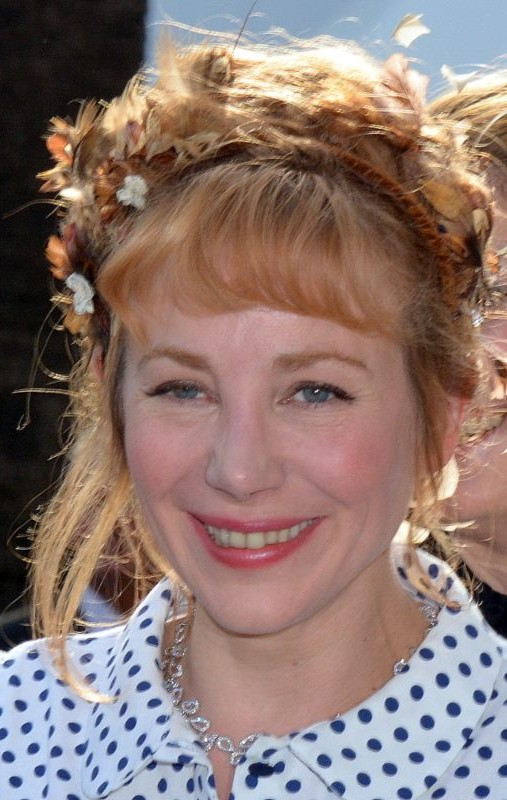
Julie Depardieu
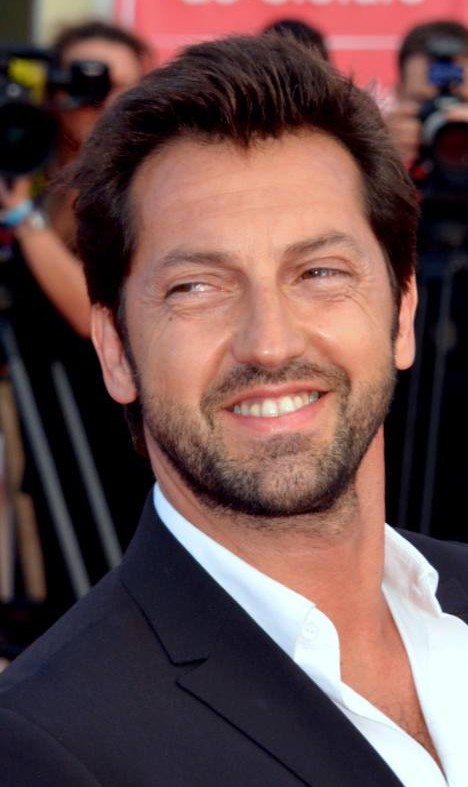
Frédéric Diefenthal
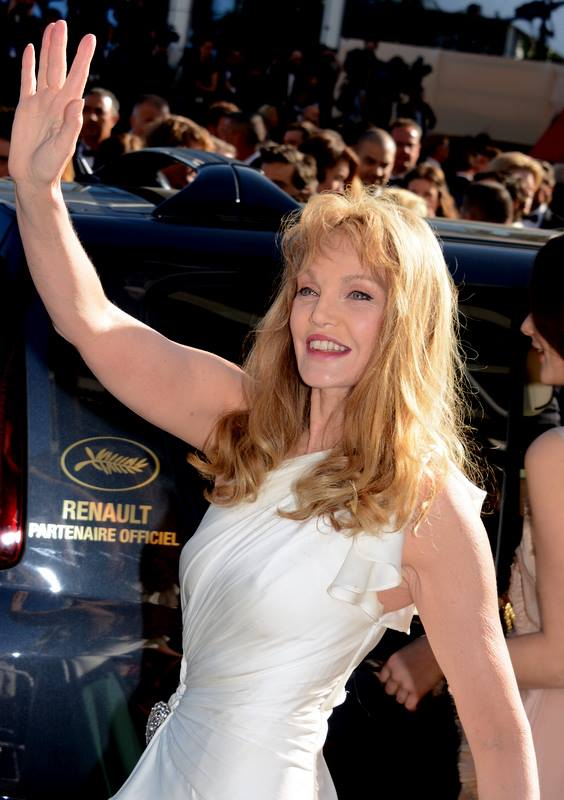
Arielle Dombasle
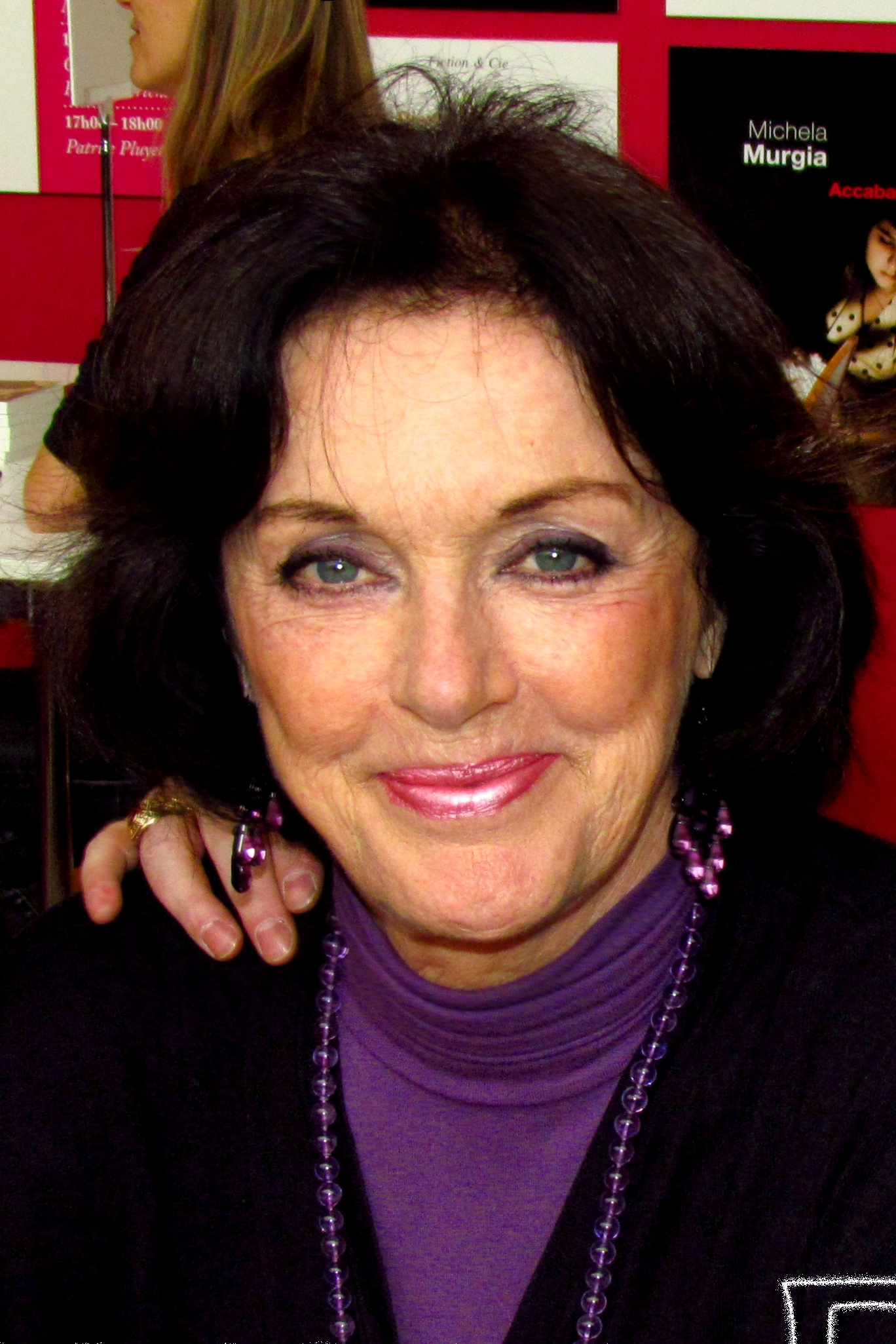
Anny Duperey
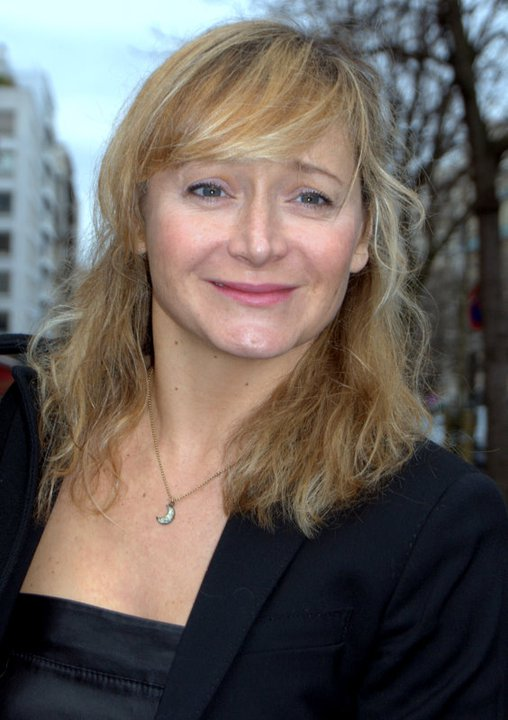
Julie Ferrier
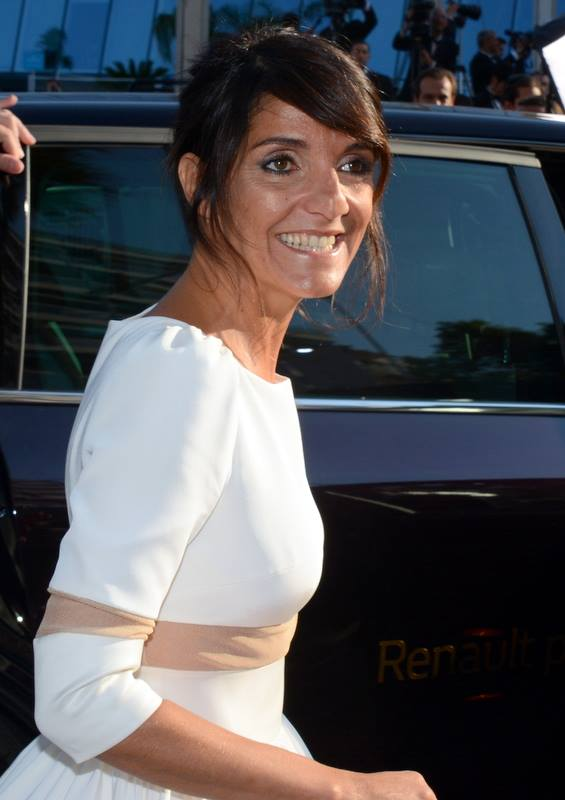
Florence Foresti
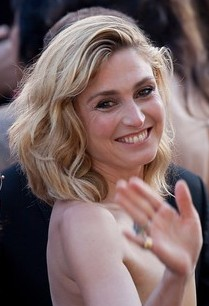
Julie Gayet
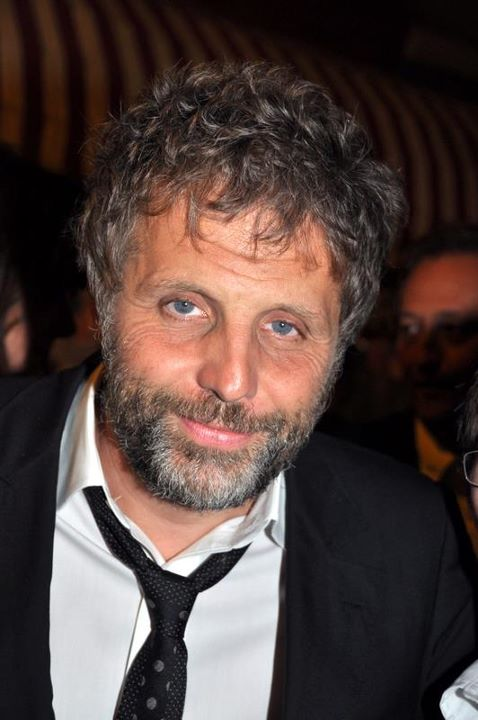
Stéphane Guillon
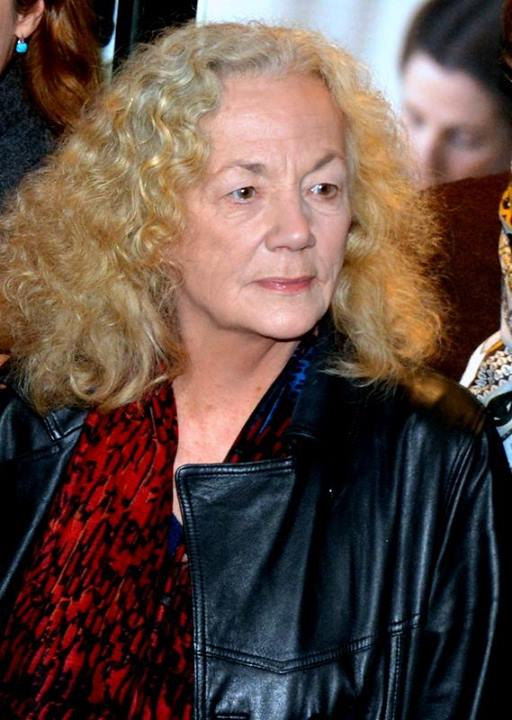
Catherine Hiegel
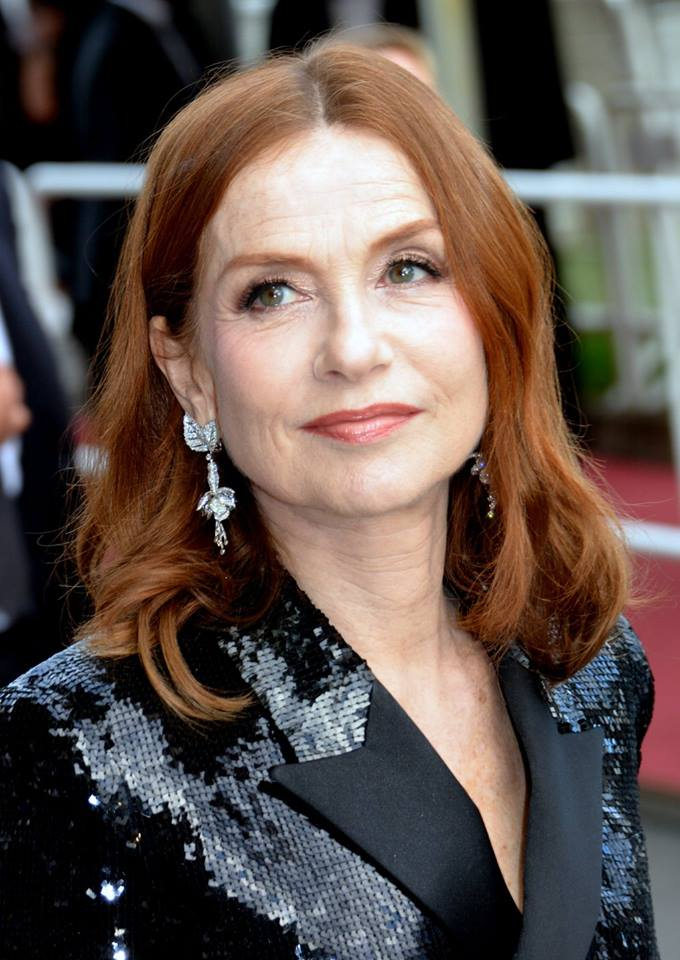
Isabelle Huppert
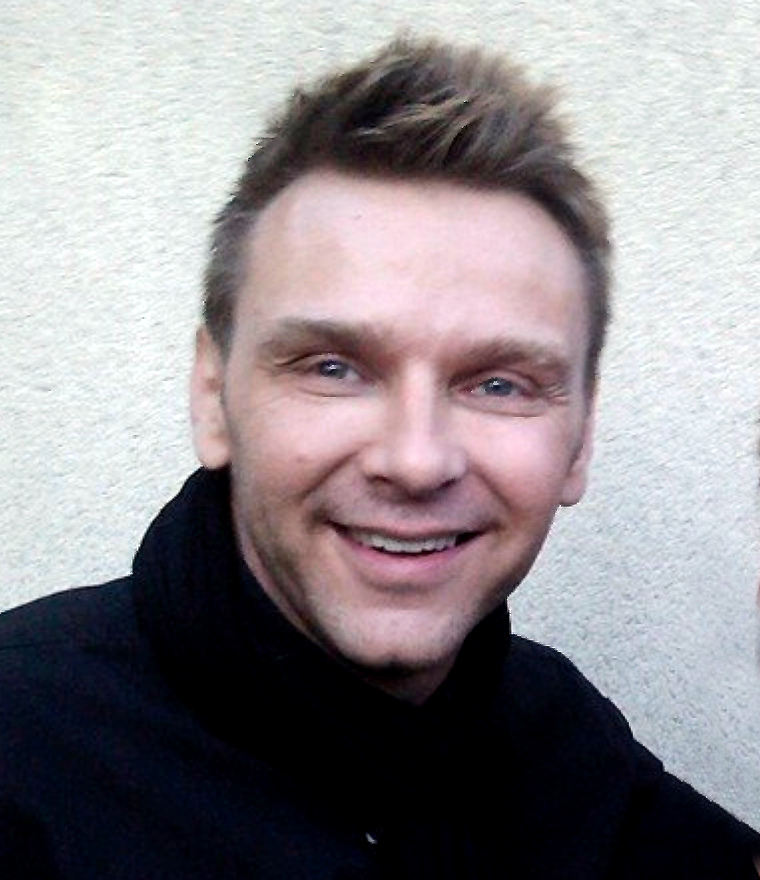
Jeanfi Janssens
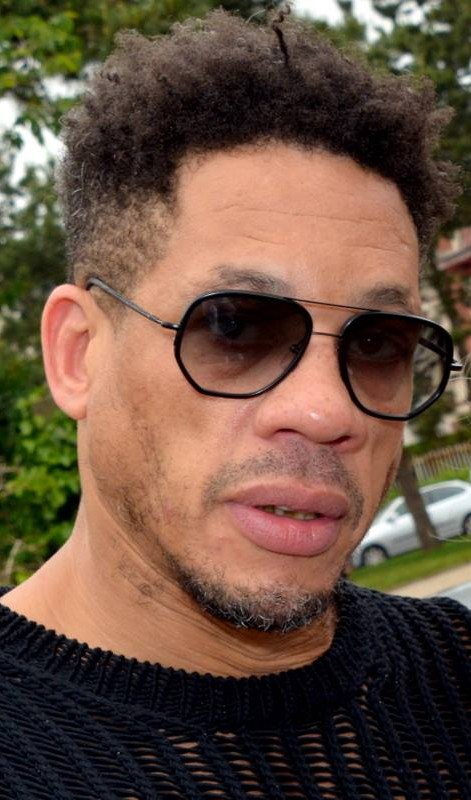
JoeyStarr
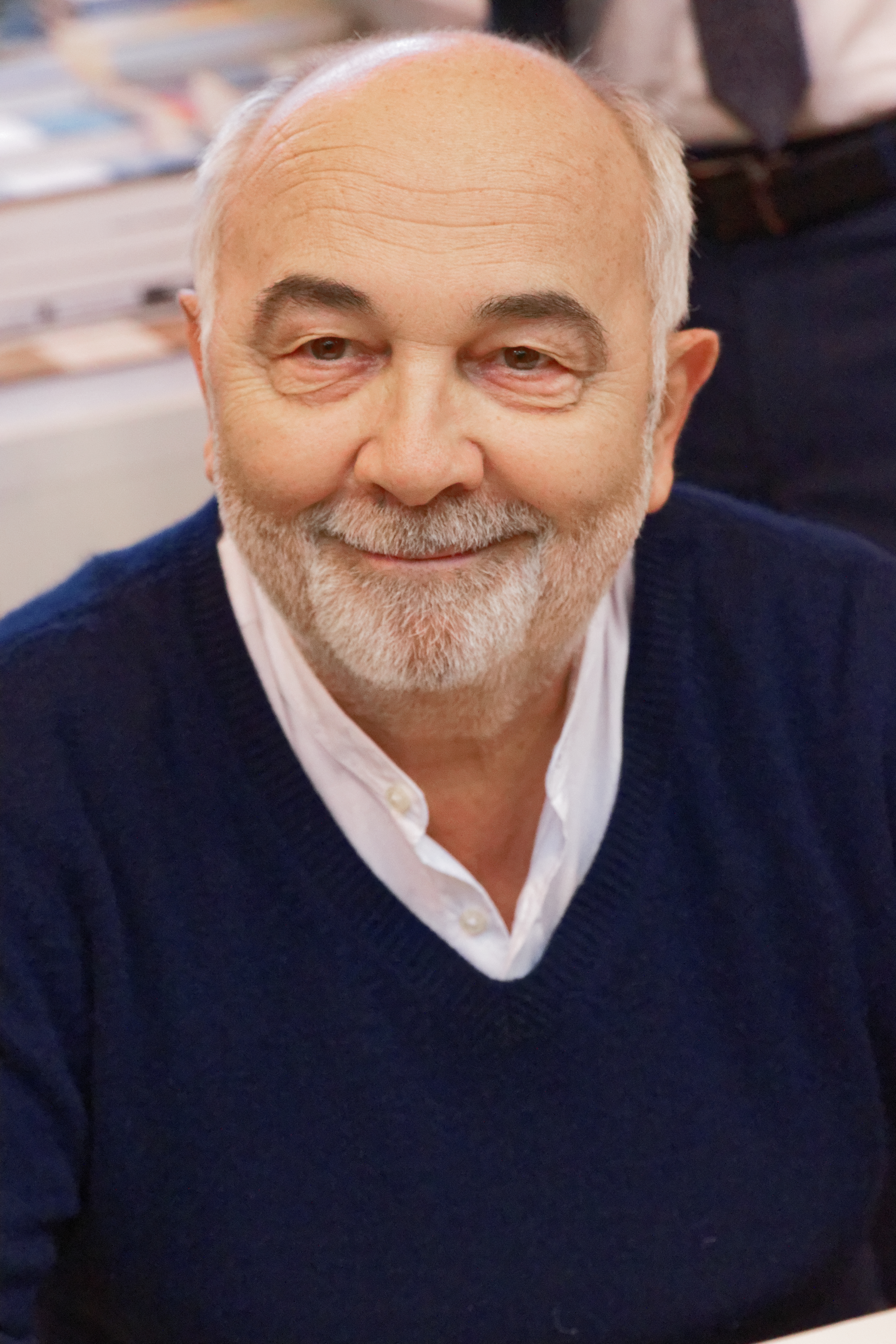
Gérard Jugnot
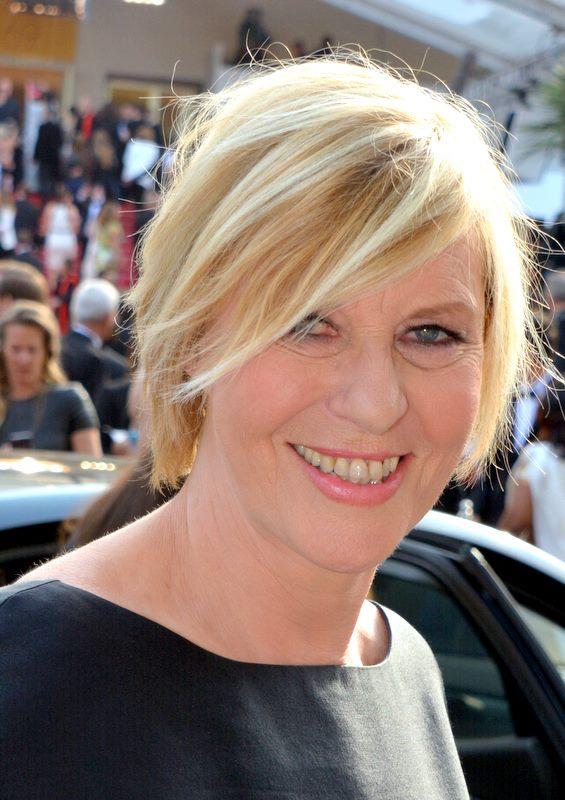
Chantal Ladesou
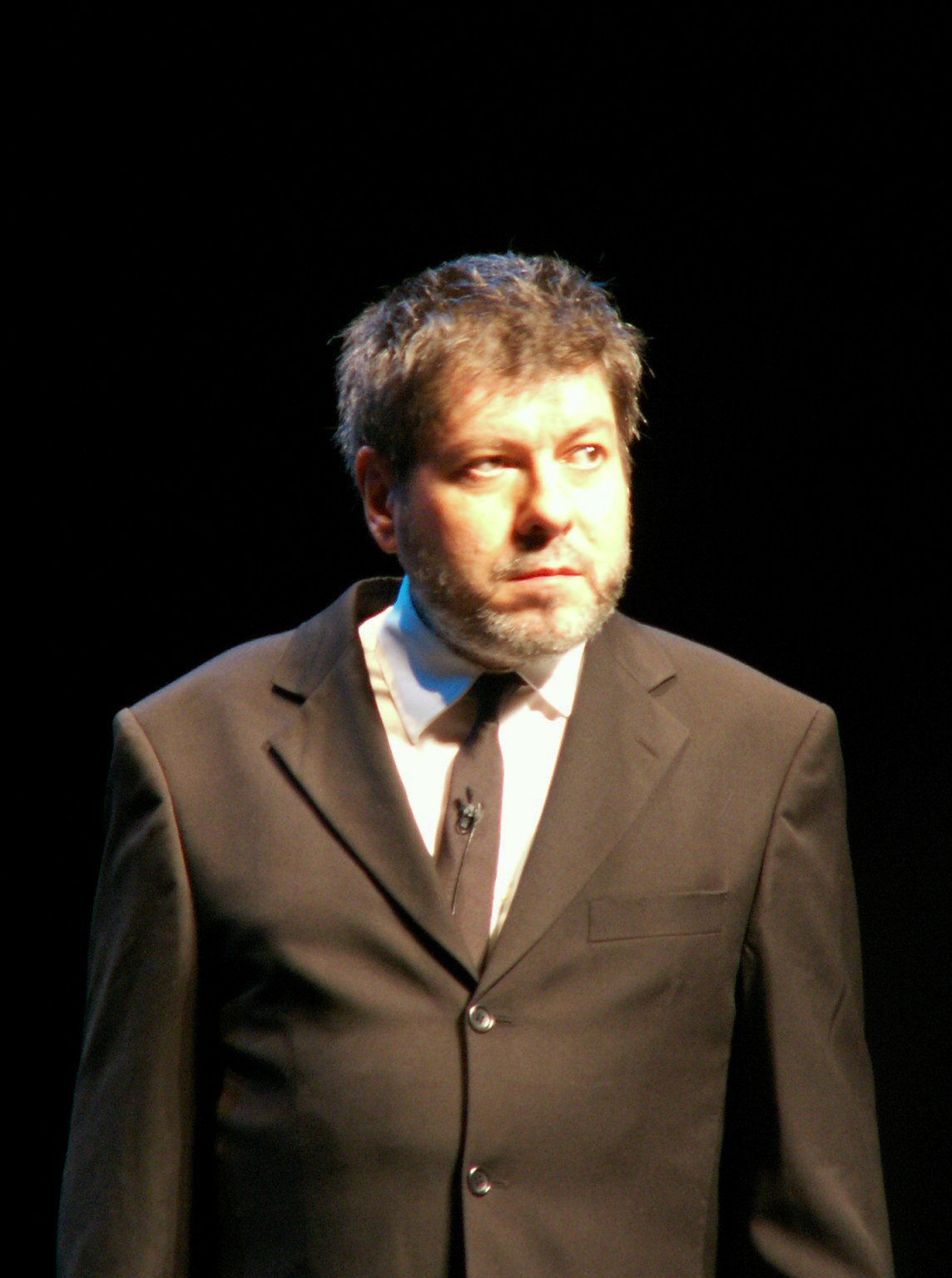
Régis Laspalès
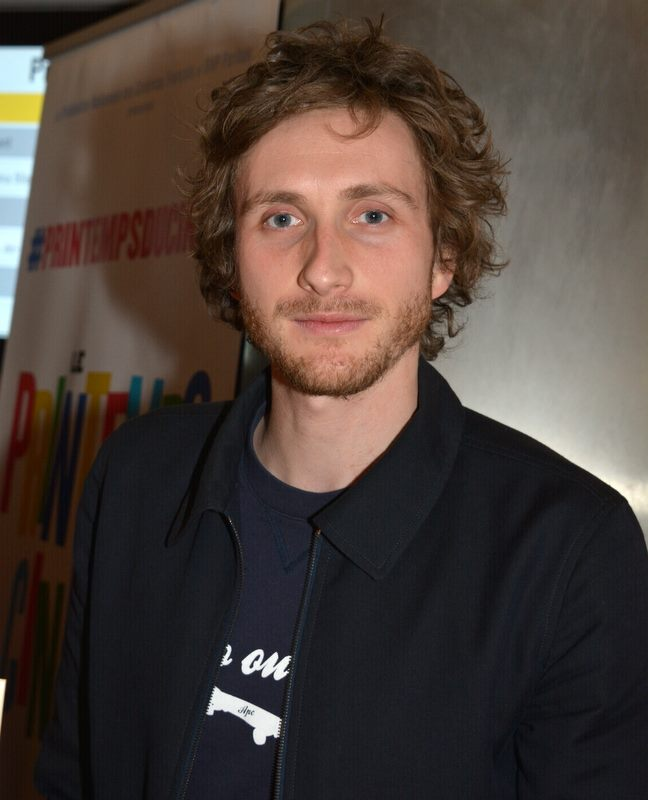
Baptiste Lecaplain
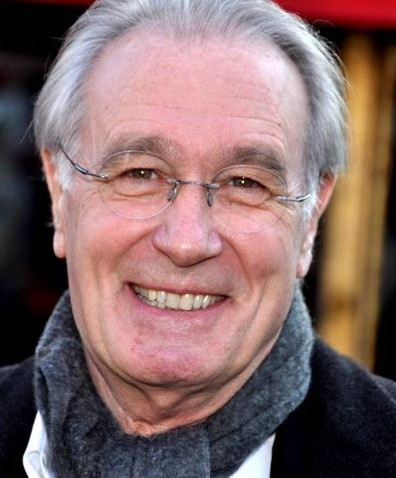
Bernard Le Coq
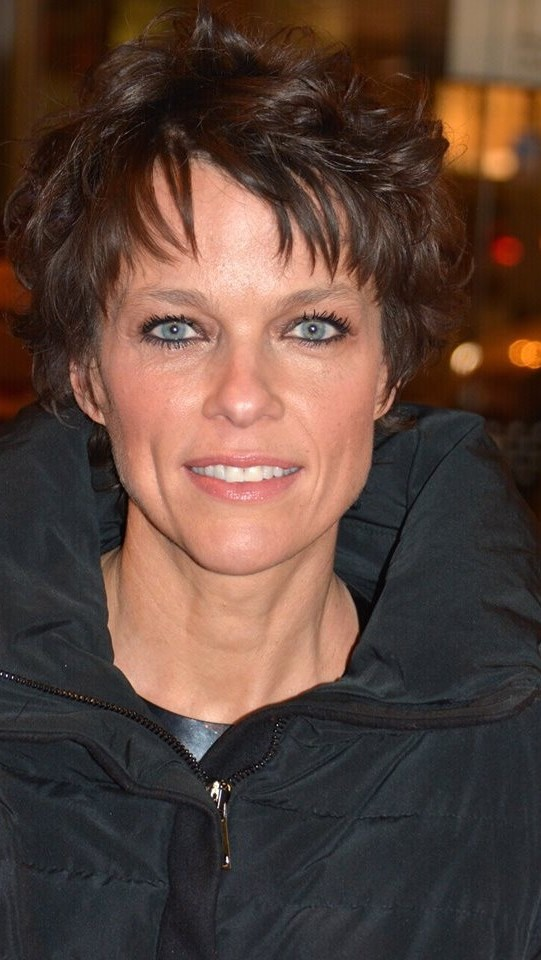
Anne Le Nen
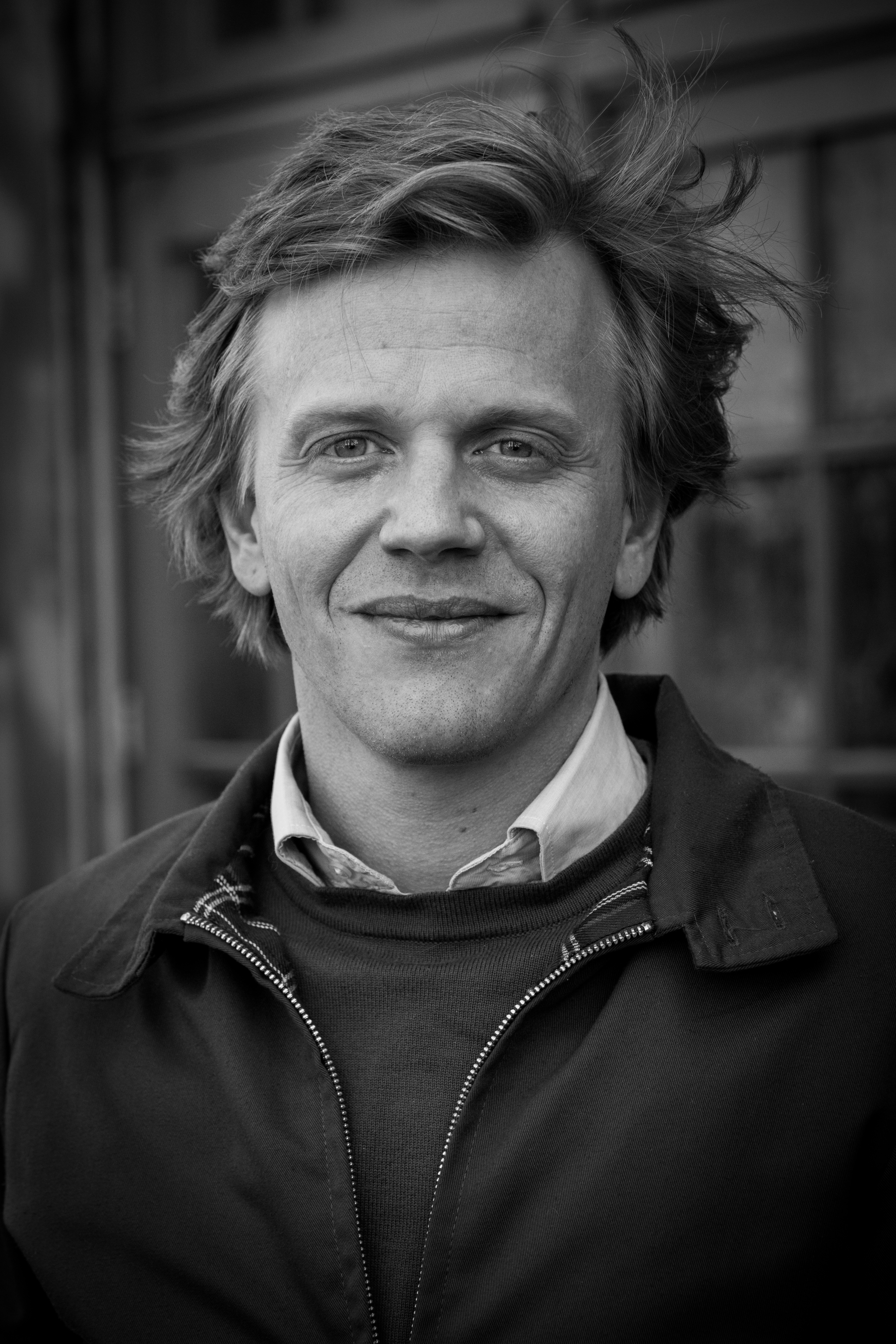
Alex Lutz
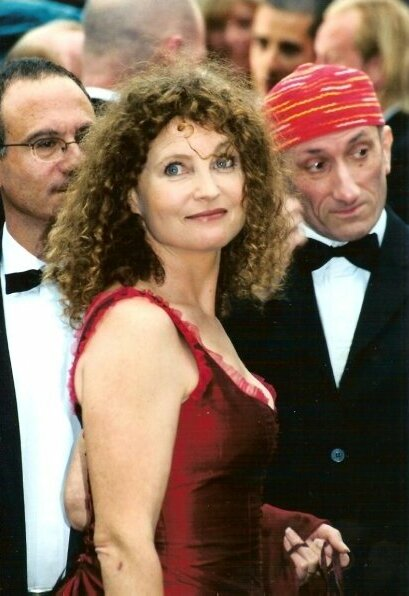
Valérie Mairesse

- Nathalie Baye
- Nicolas Martinez
- Nicolas Van Beveren
- Pierre Arditi
- Pierre Cassignard
- Pierre Johan
- Pierre Richard
- Samuel Labarthe
- Thérèse Liotard
- Thierry Lhermitte
- Victoria Abril
- Virgine Blana
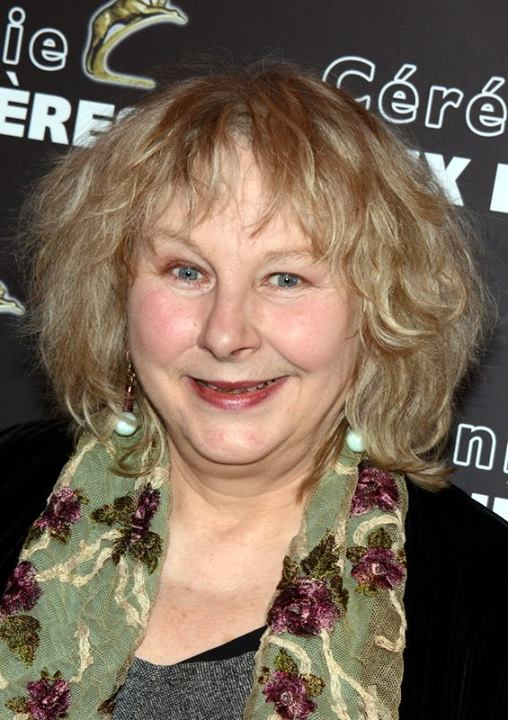
Yolande Moreau
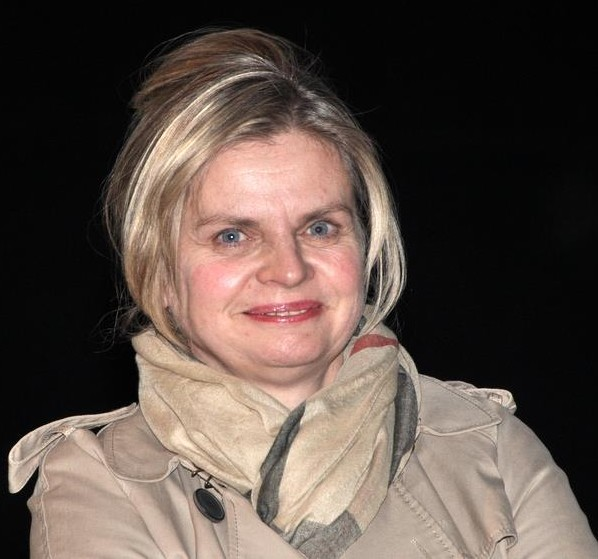
Isabelle Nanty
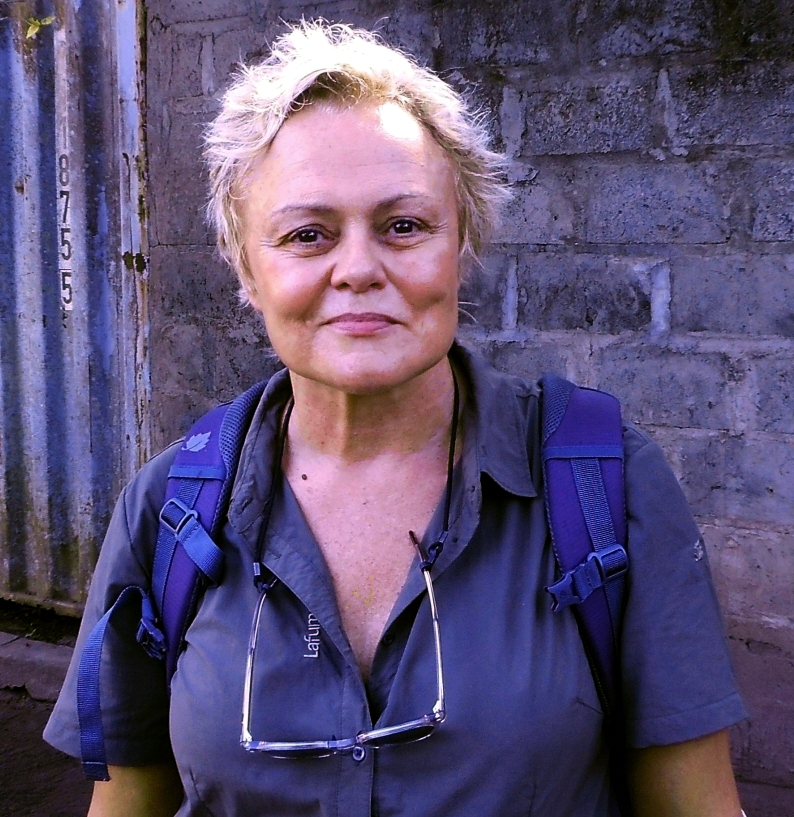
Muriel Robin
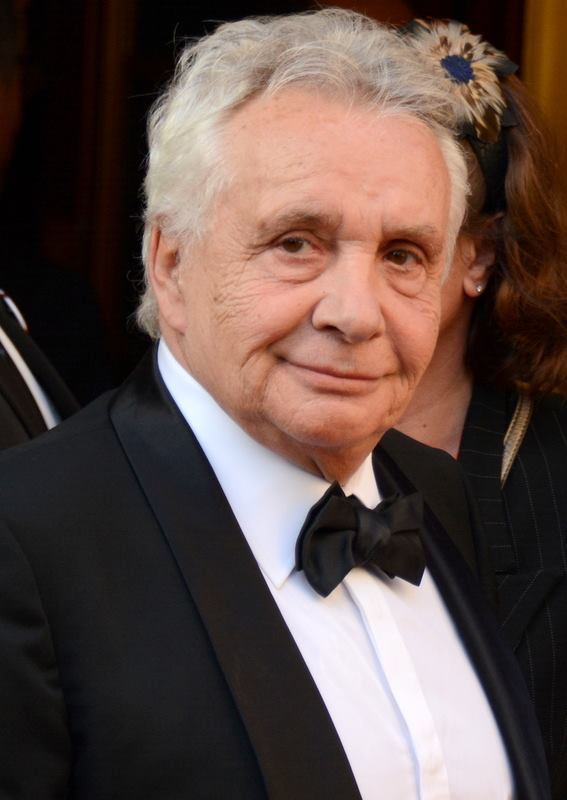
Michel Sardou
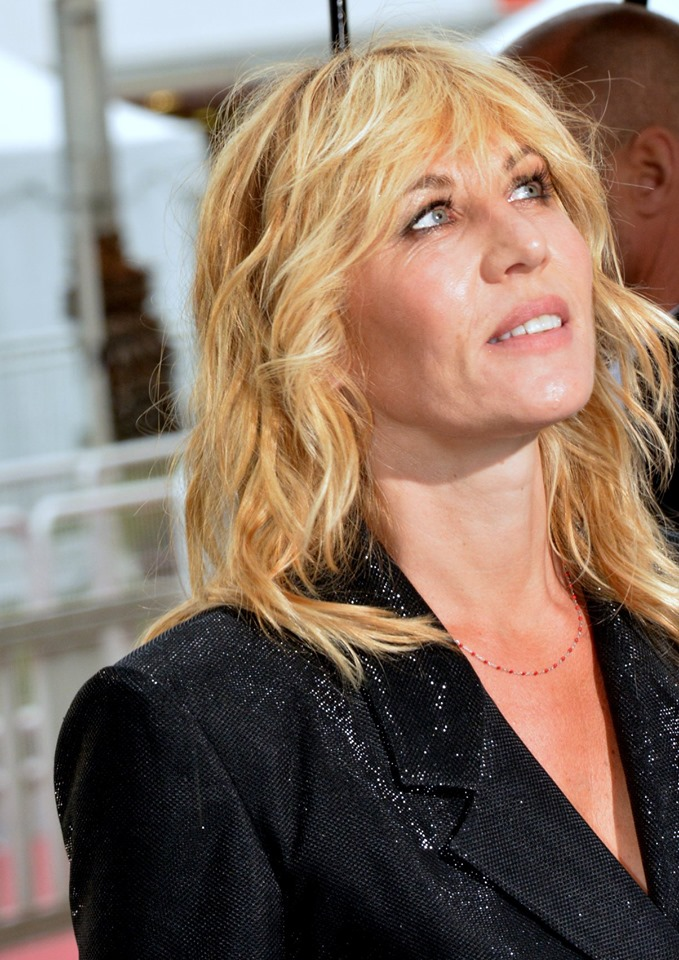
Mathilde Seigner
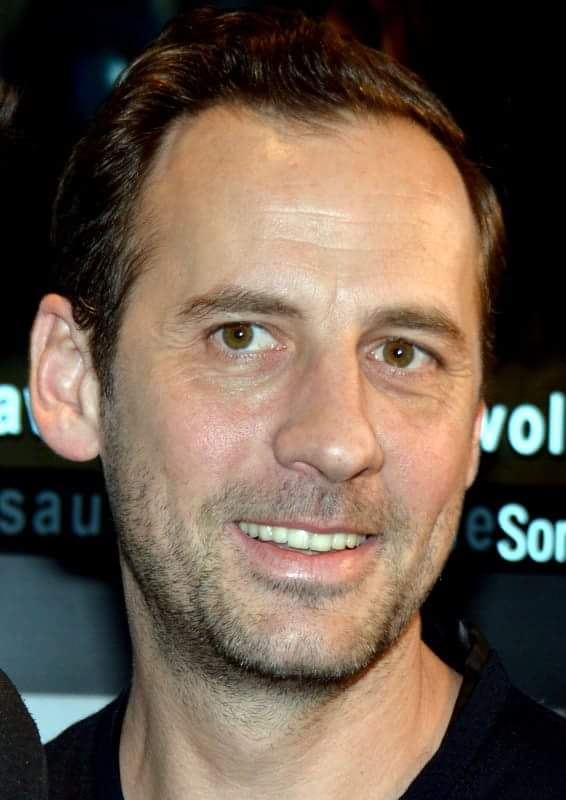
Fred Testot
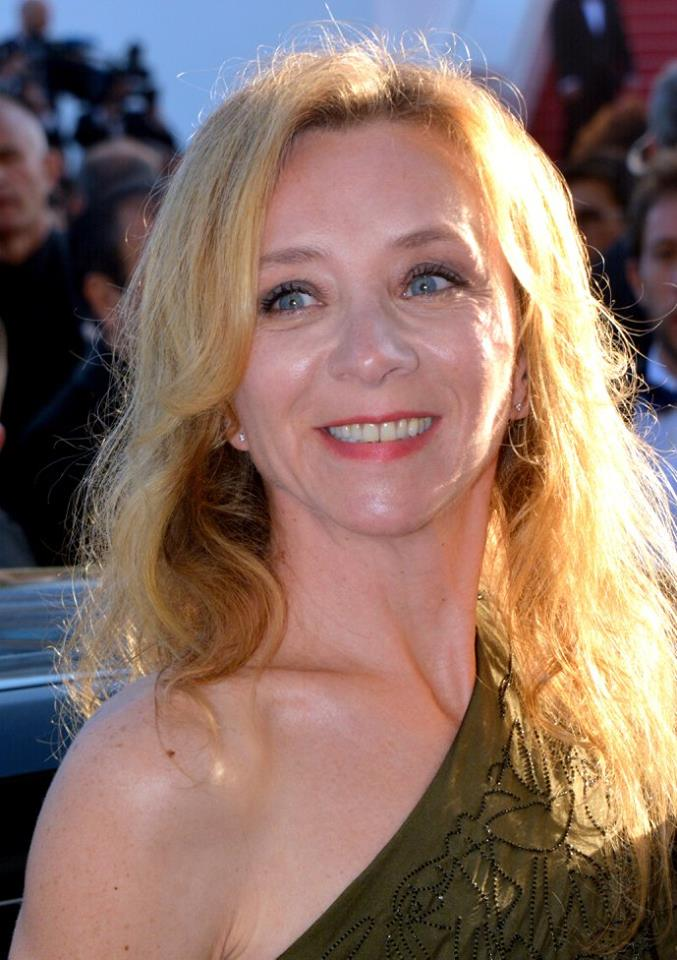
Sylvie Testud
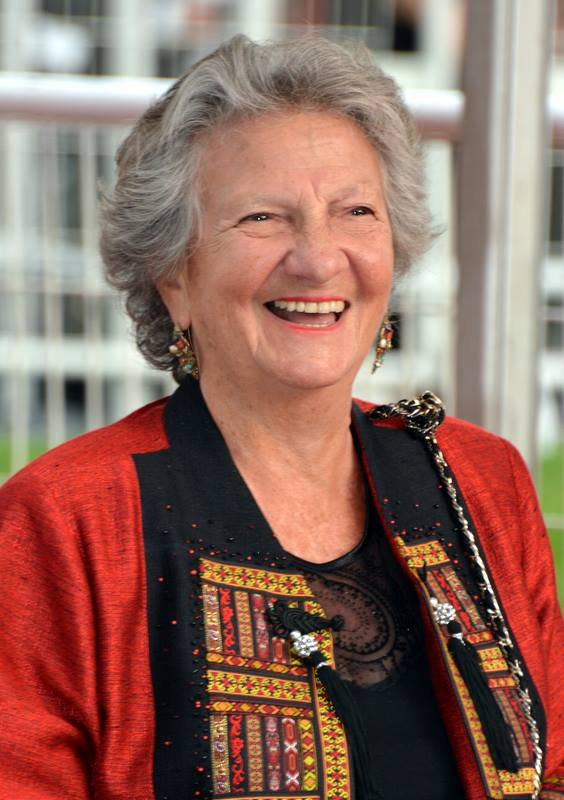
Marthe Villalonga

Distribution
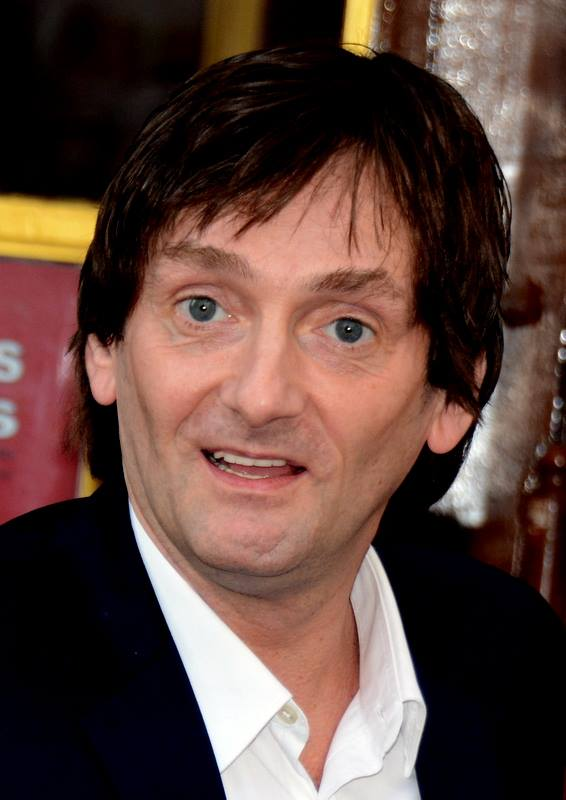
Pierre Palmade
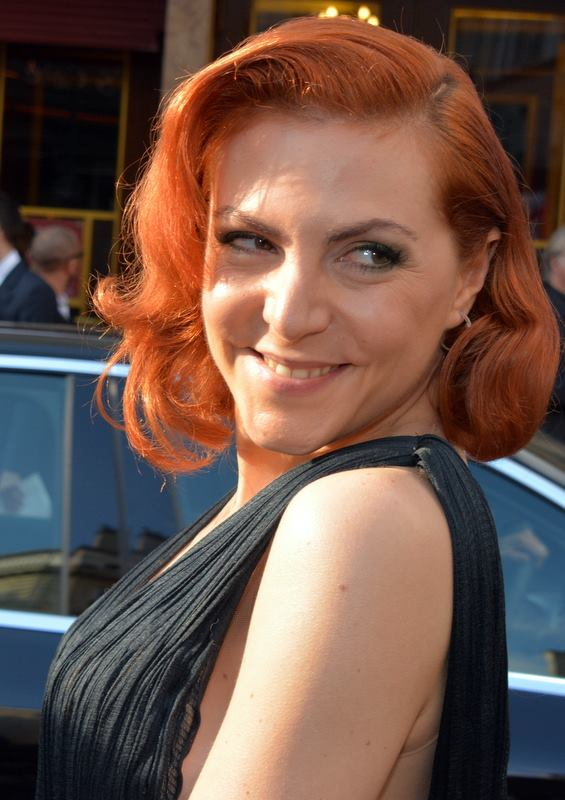
Anne-Élisabeth Blateau
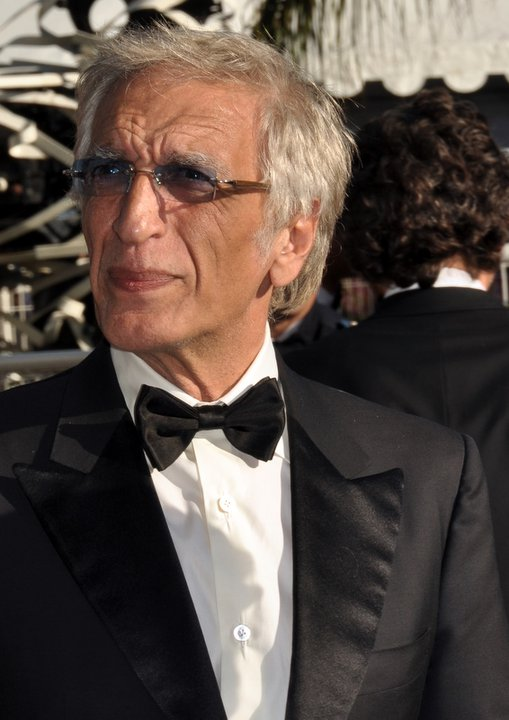
Gérard Darmon
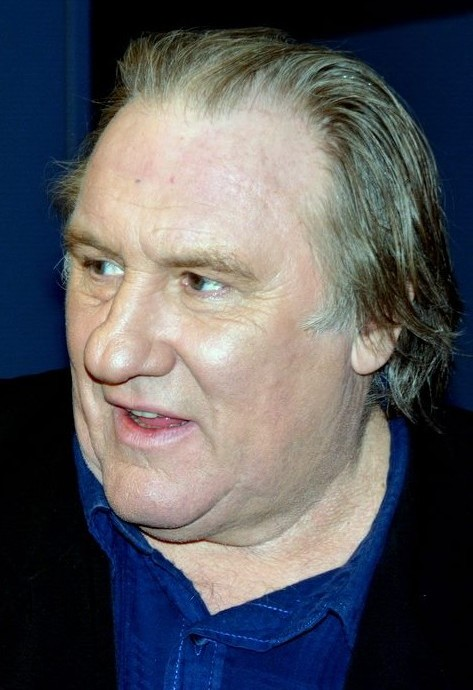
Gérard Depardieu
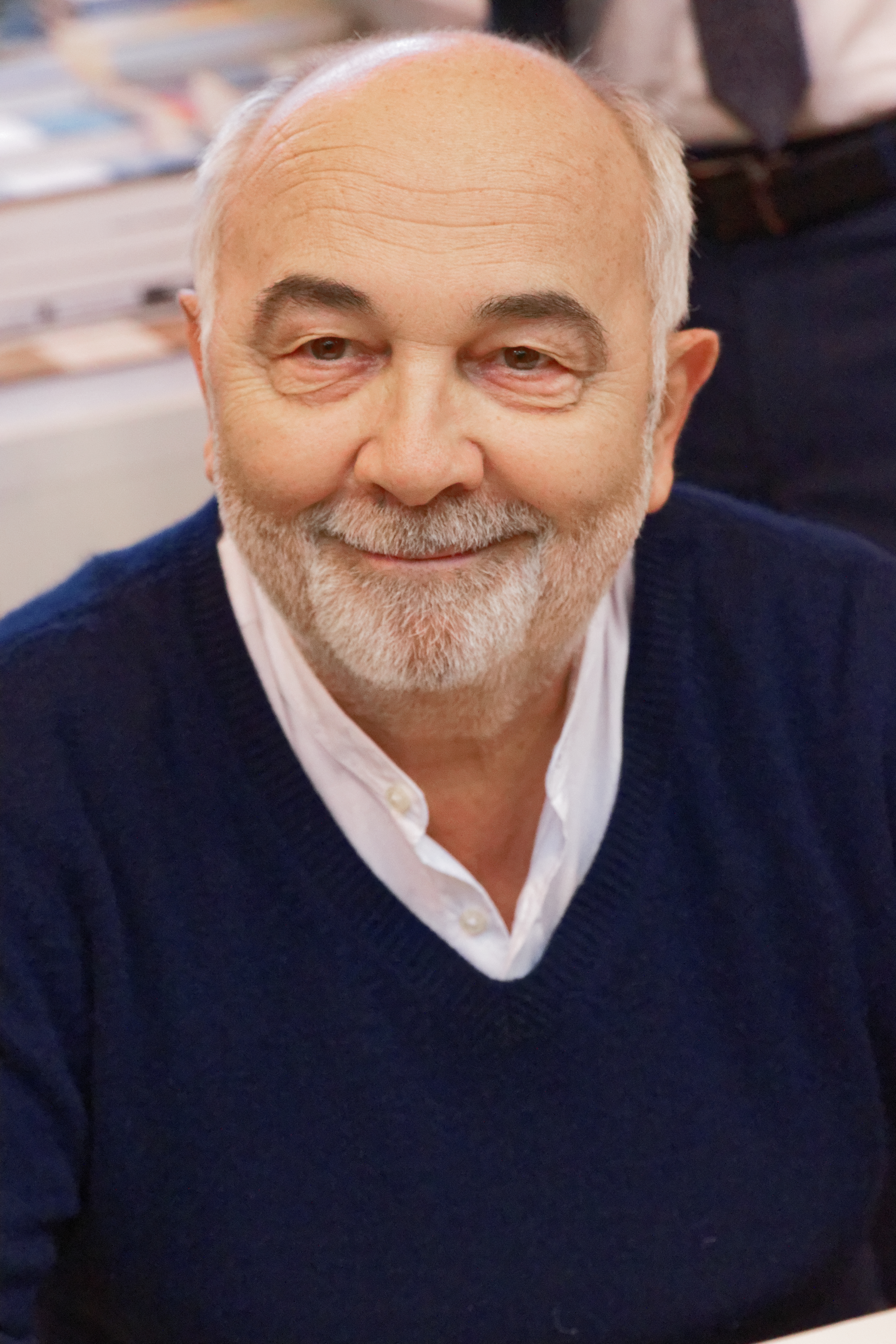
Gérard Jugnot
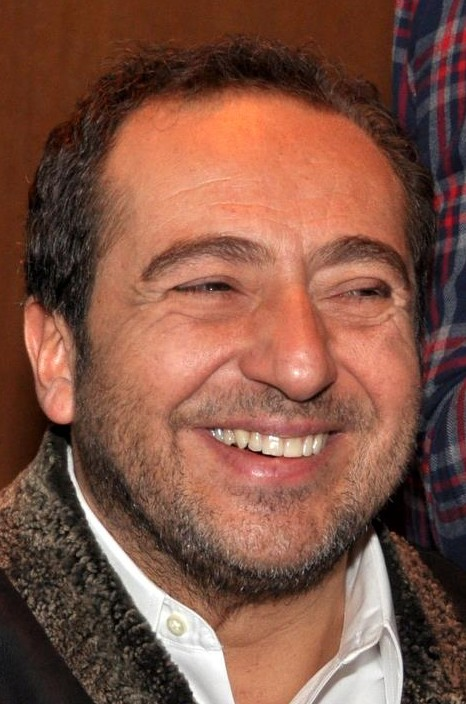
Patrick Timsit
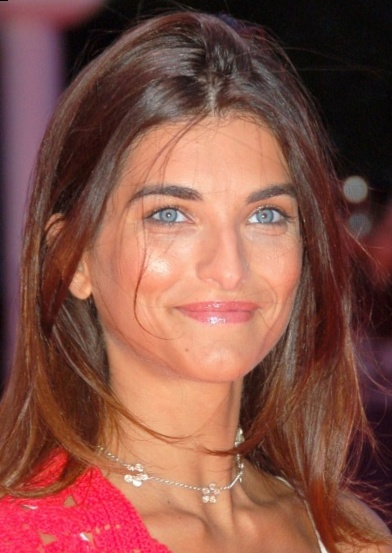
Pauline Delpech
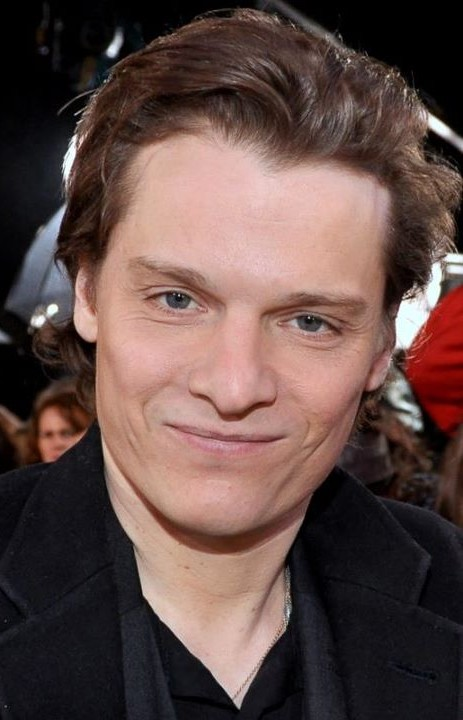
Bénabar
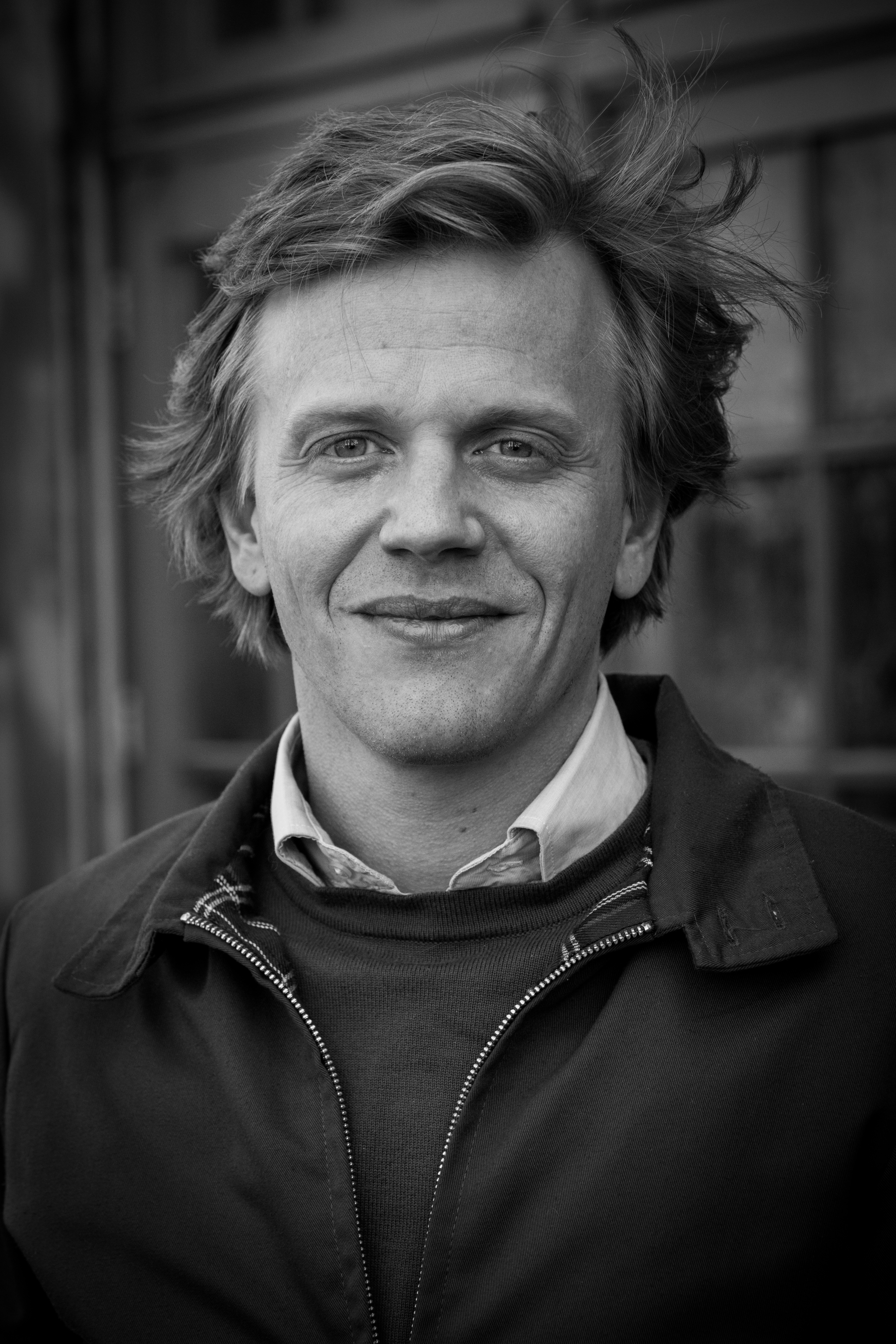
Alex Lutz
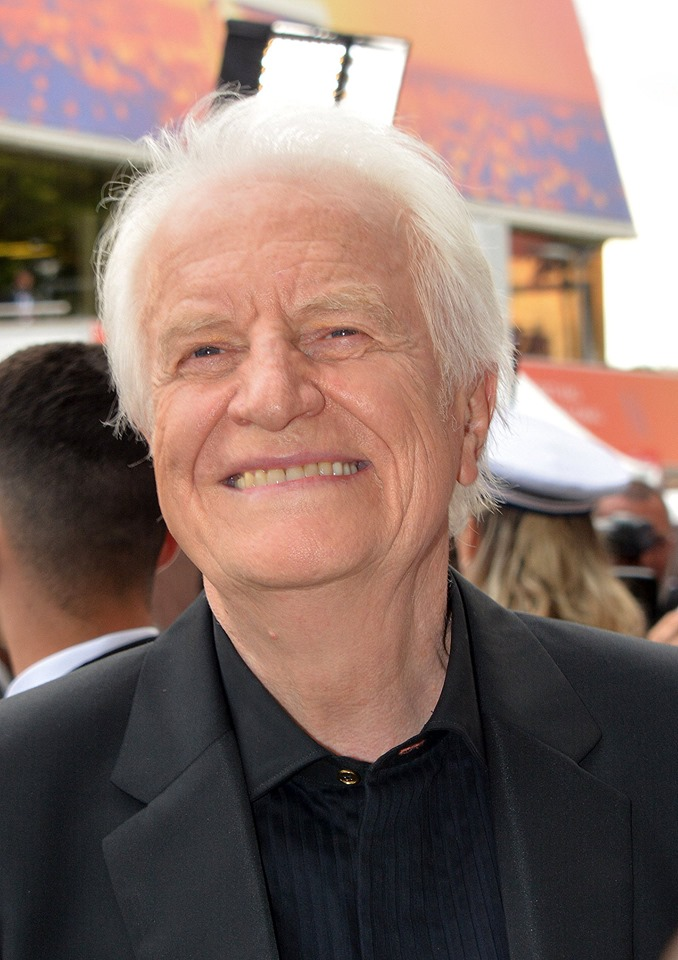
André Dussollier
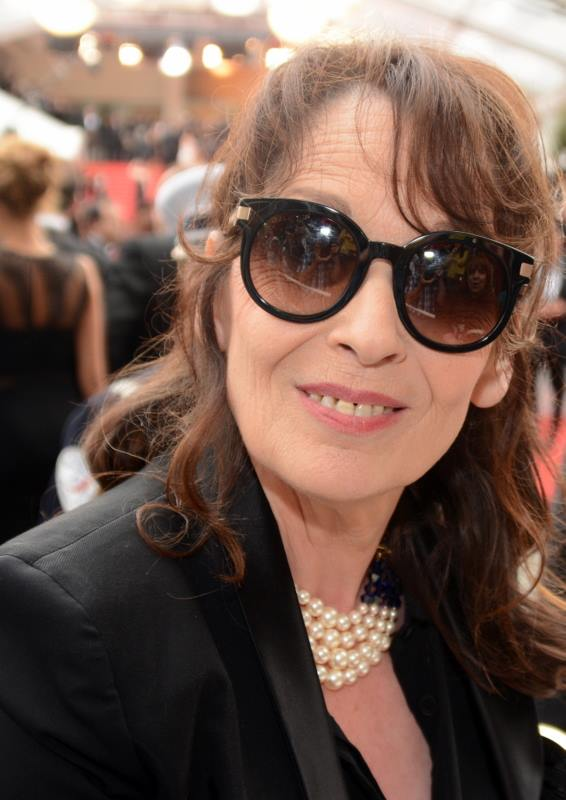
Chantal Lauby
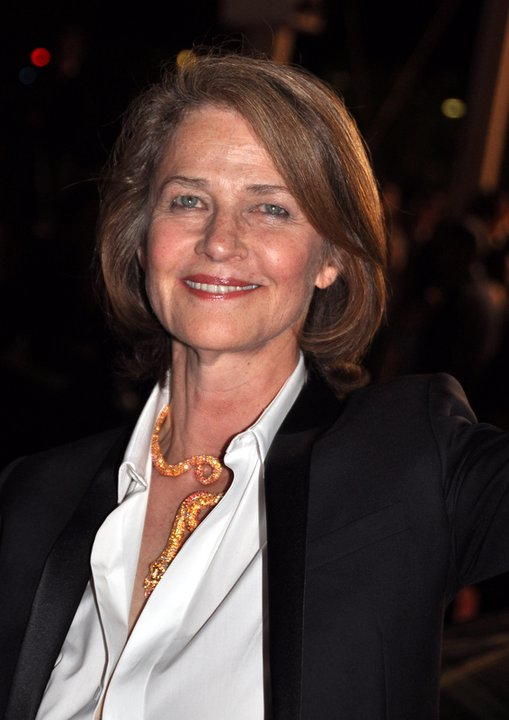
Charlotte Rampling
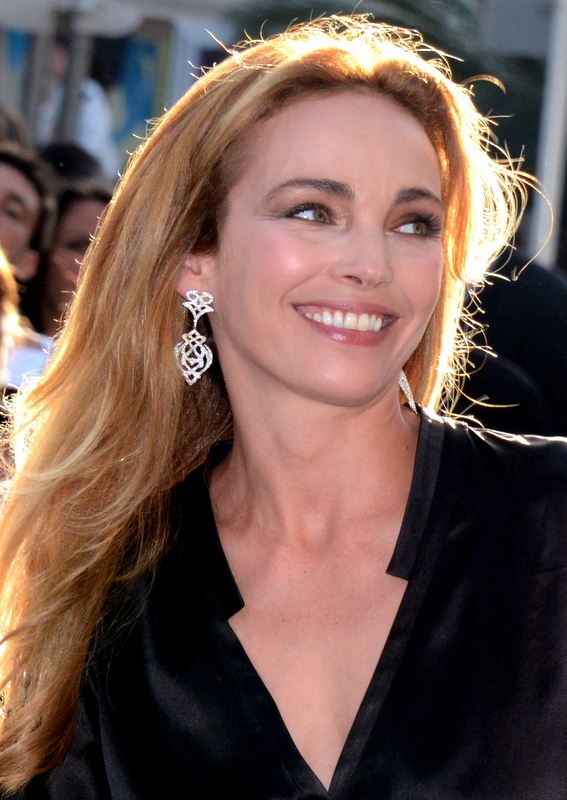
Claire Keim
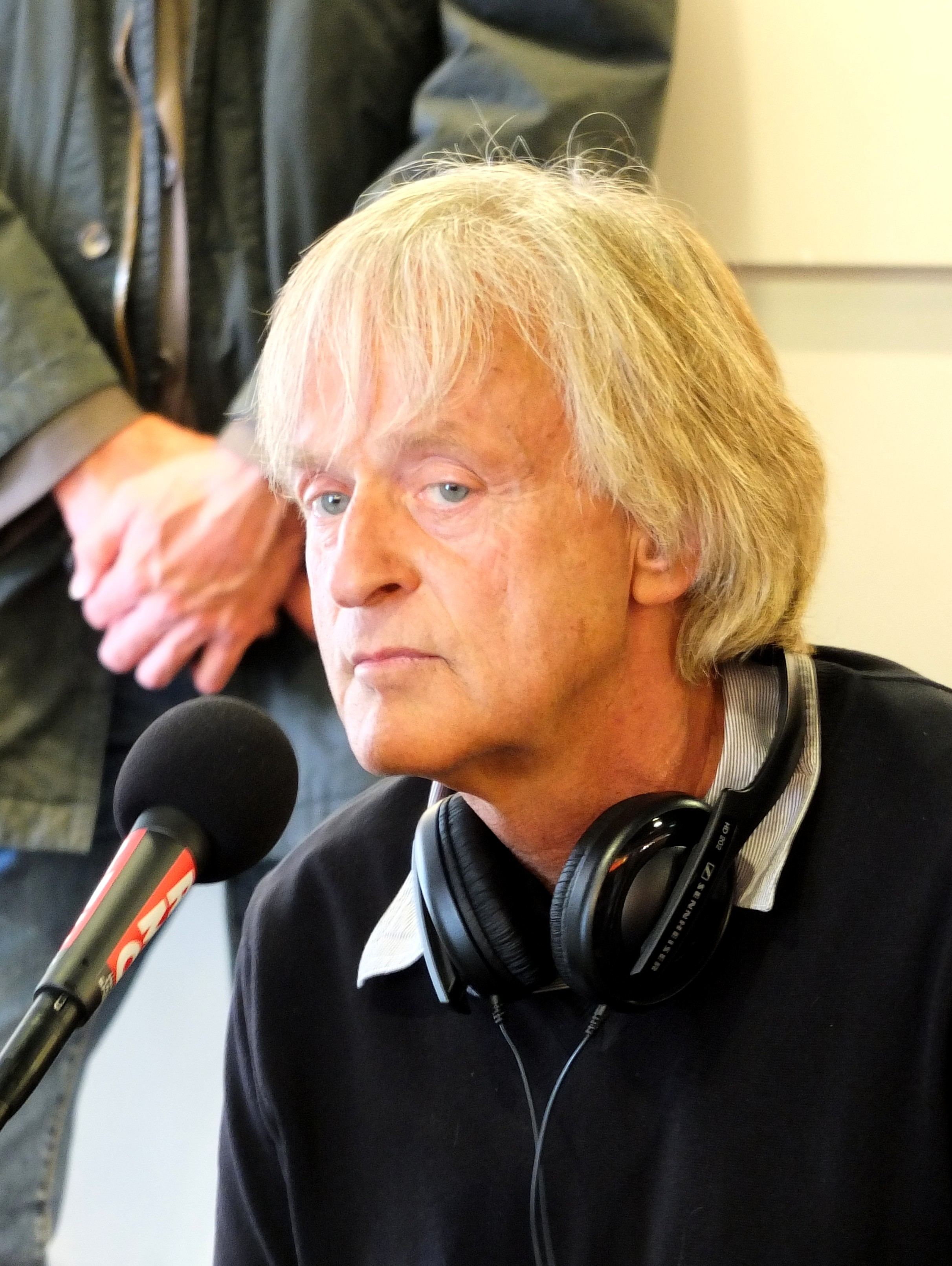
Dave
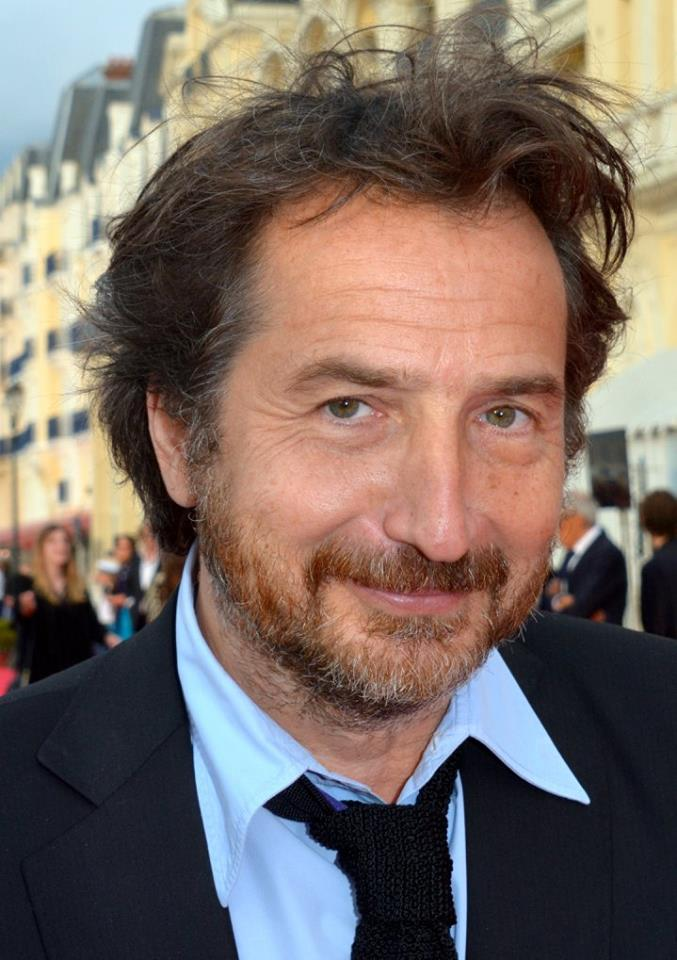
Édouard Baer
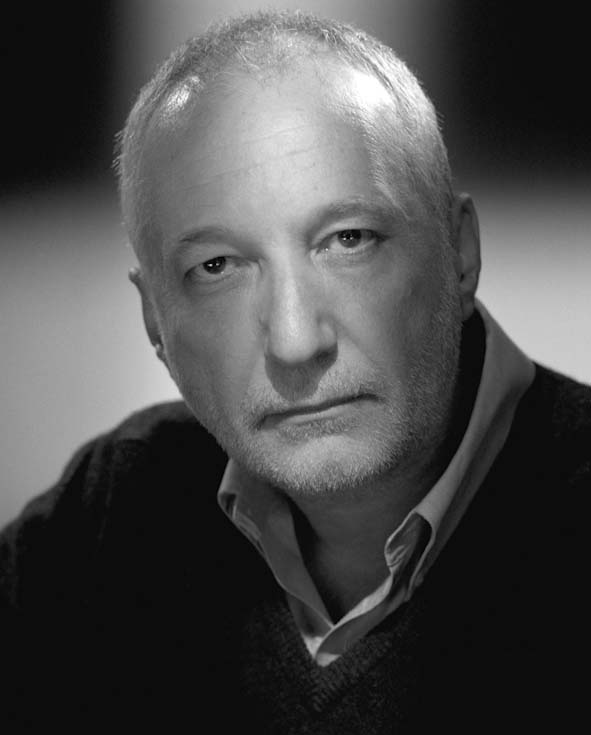
François Berléand
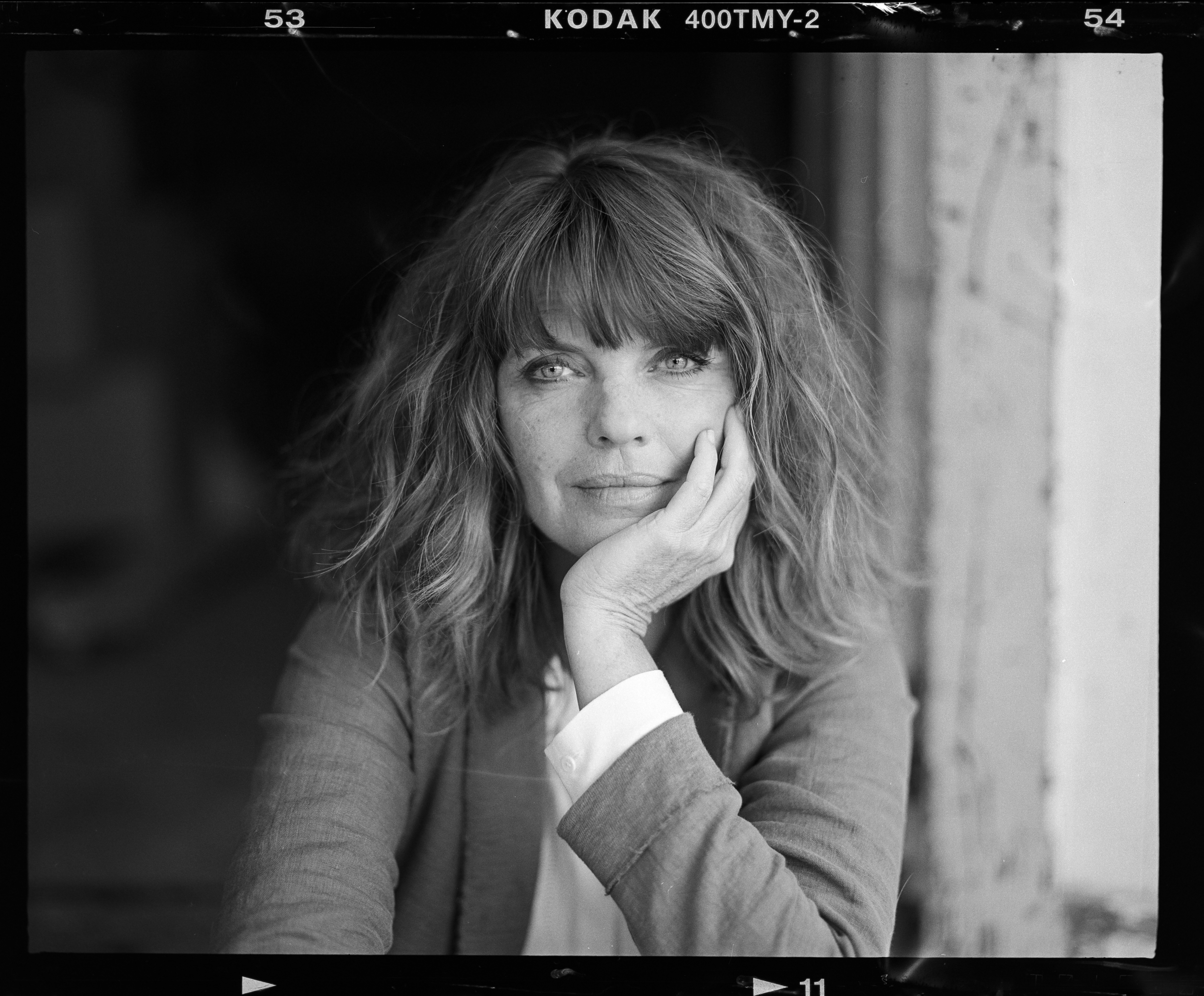
Gwendoline Hamon
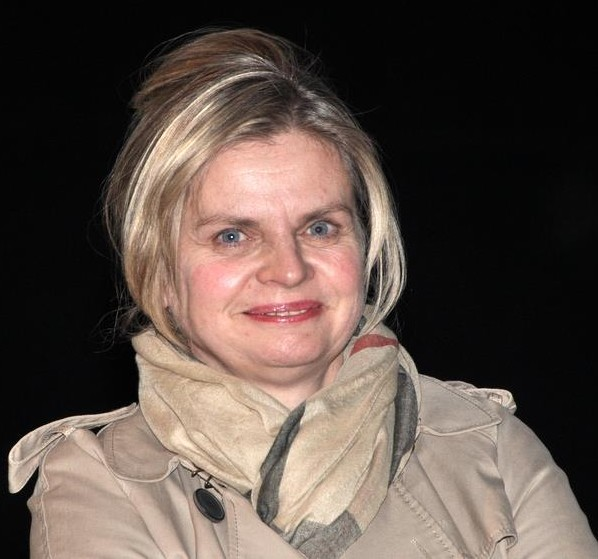
Isabelle Nanty
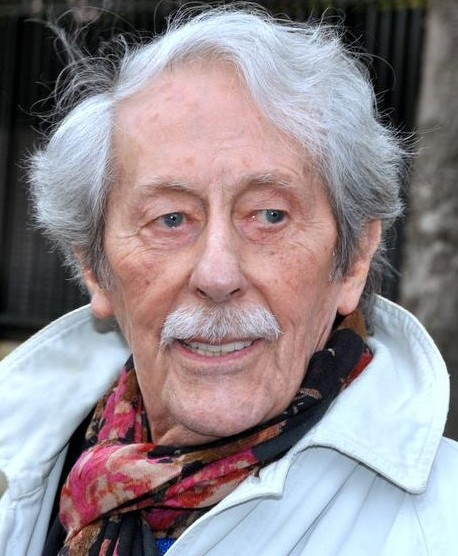
Jean Rochefort
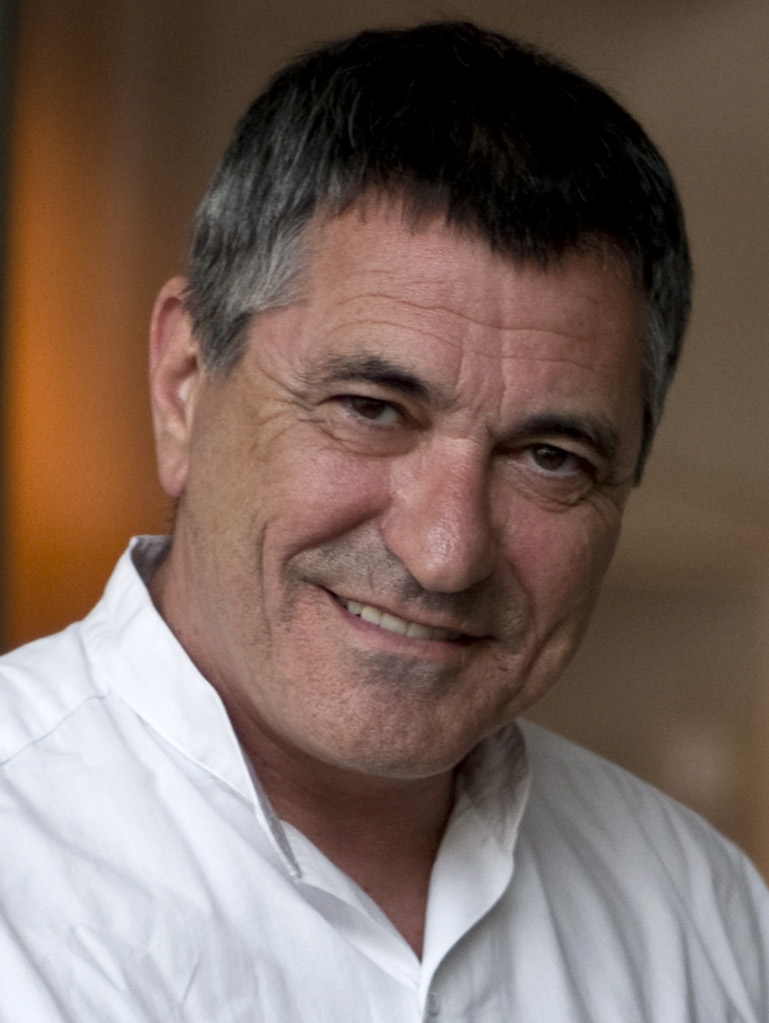
Jean-Marie Bigard
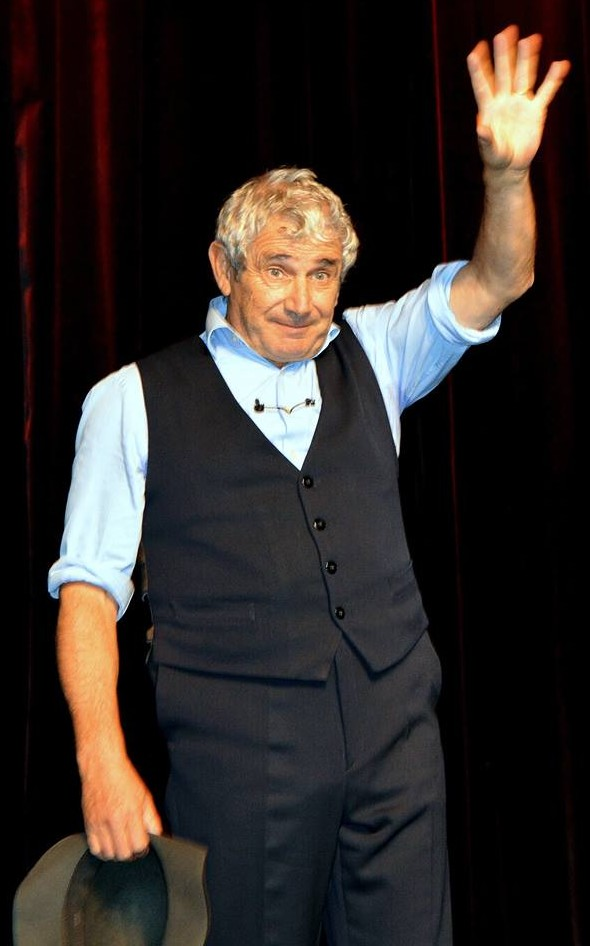
Michel Boujenah
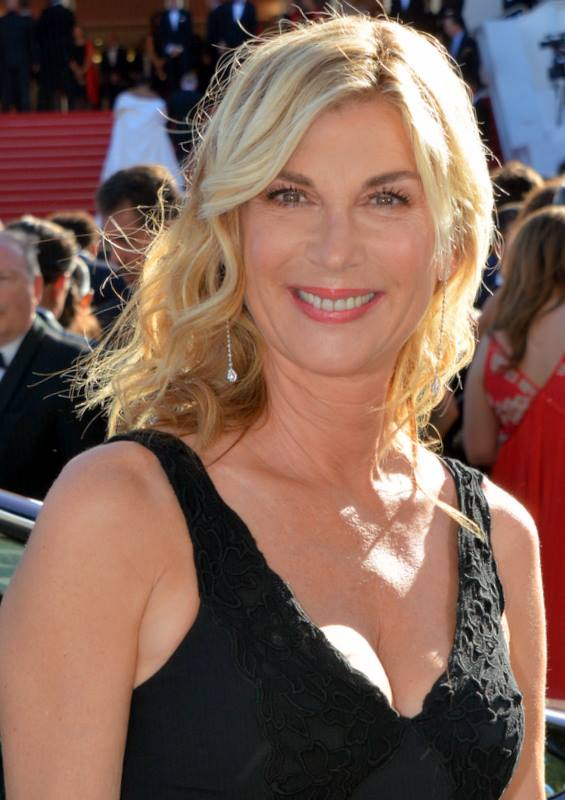
Michèle Laroque
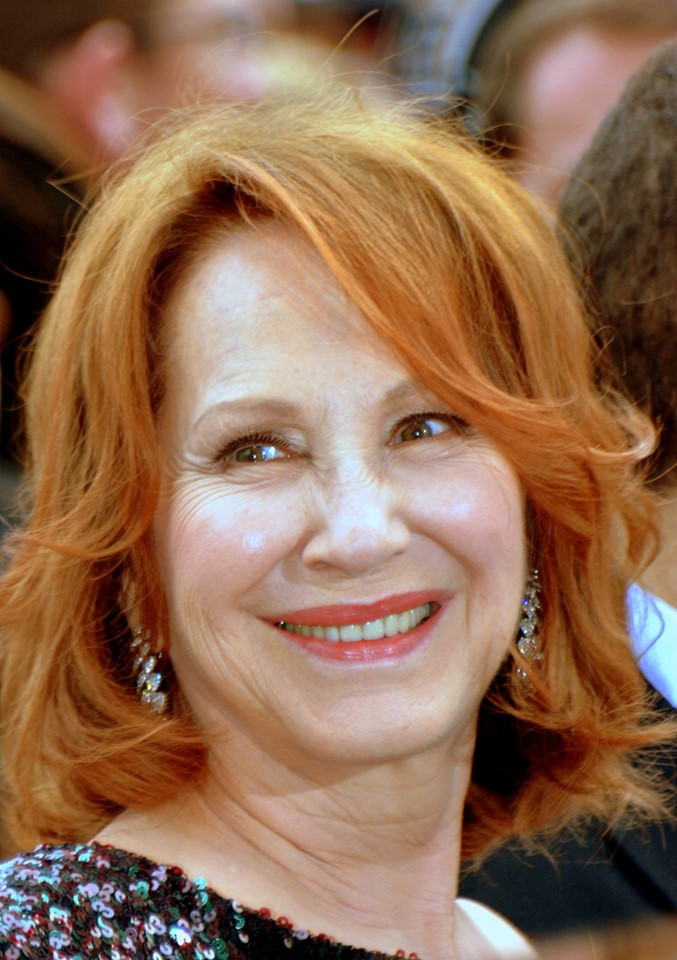
Nathalie Baye
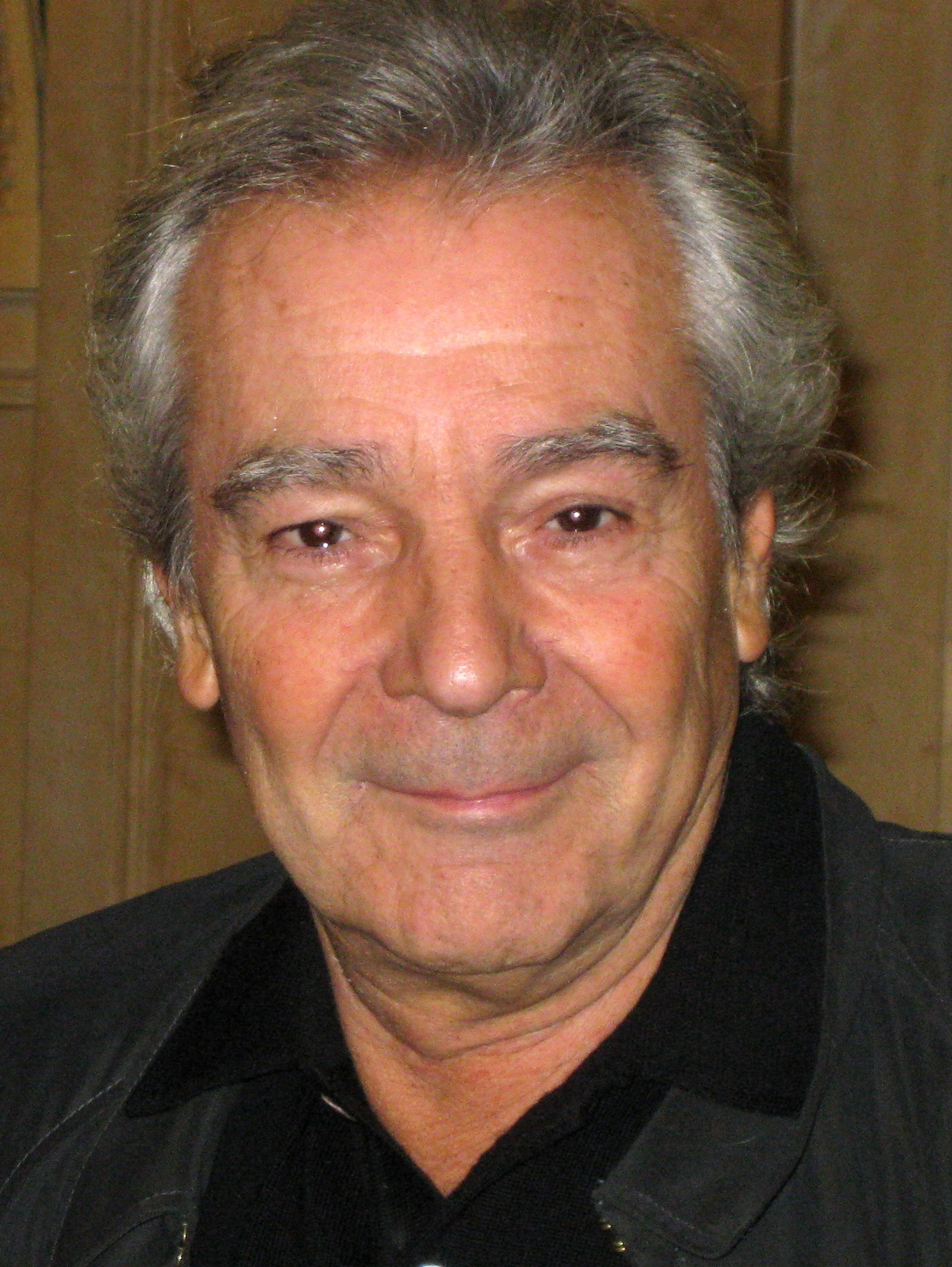
Pierre Arditi
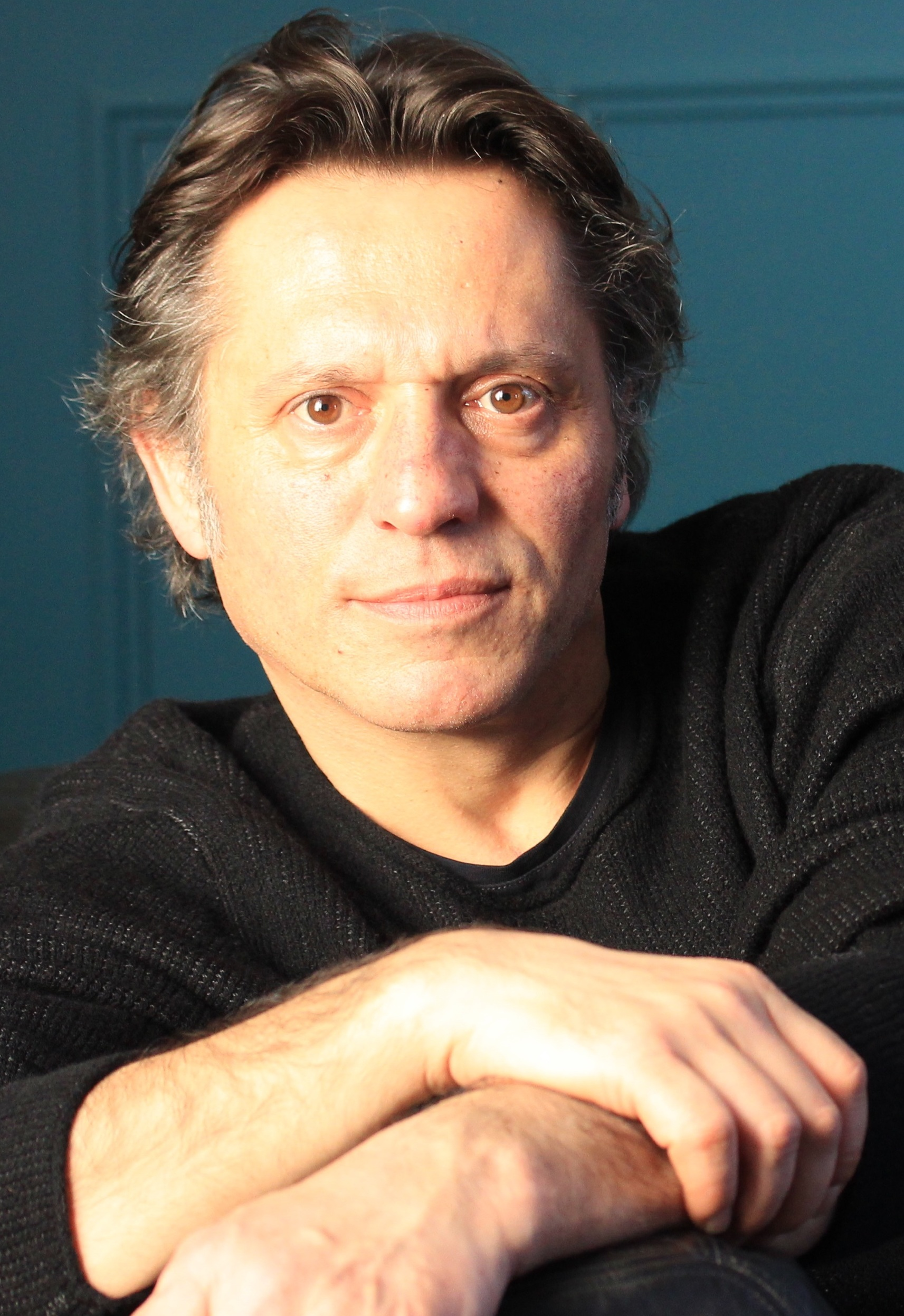
Pierre Cassignard
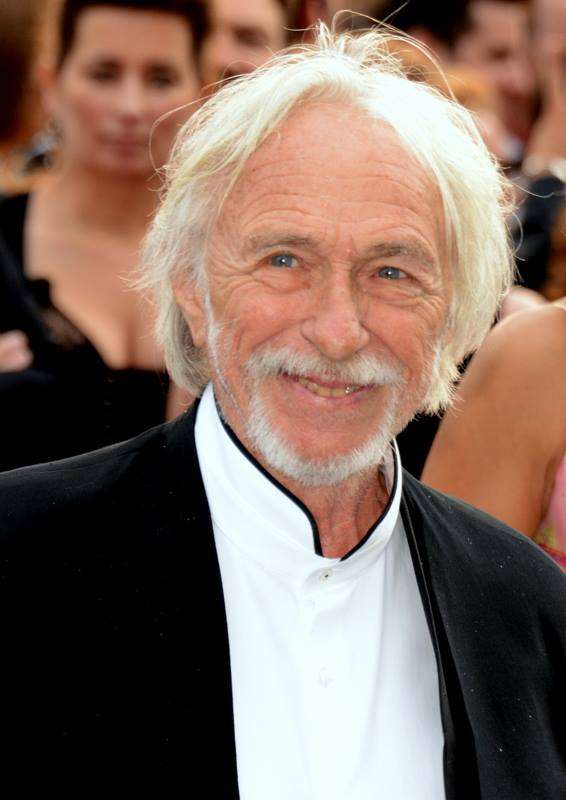
Pierre Richard
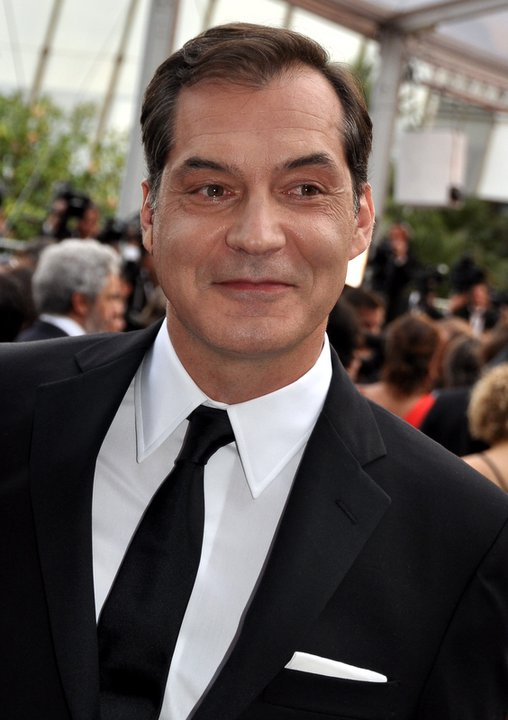
Samuel Labarthe
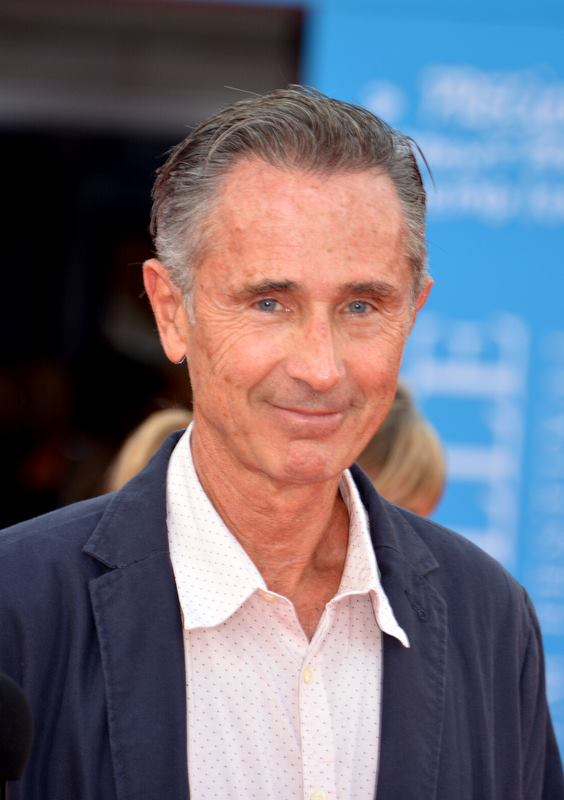
Thierry Lhermitte
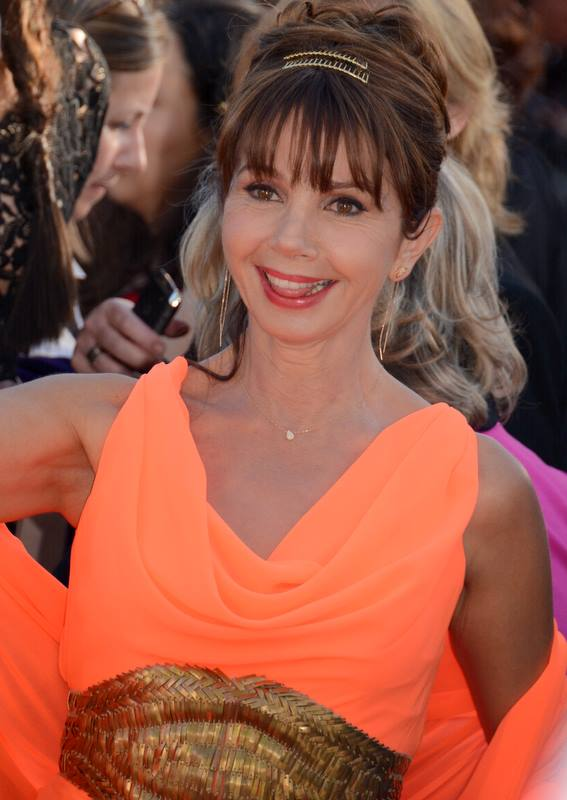
Victoria Abril
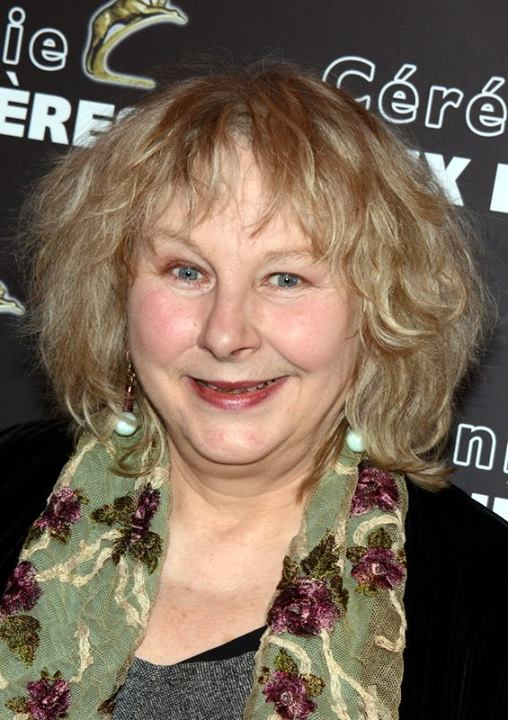
Yolande Moreau

### 2eépisode:Le Grand Restaurant II(2011)
Ce deuxième épisode est diffusé le 30 avril 2011, sur France 2,.

#### Fiche technique
L'épisode est réalisé par Gérard Pullicino, avec Pierre Palmade au scénario, et produit par France 2.

#### Distribution
- Pierre Palmade : Pierre, le directeur
- Anémone : la veuve qui a assassiné son mari
- Richard Berry : un homme du « vestiaire absurde »
- Dominique Besnehard : l'hétérosexuel
- Anne-Élisabeth Blateau : la serveuse
- Max Boublil : le client potache
- Guillaume Bouchède : un client travesti
- Carole Bouquet : la dominatrice courtisée, affectée par la télé-réalité
- Agnès Boury : l'amie toujours heureuse
- Claude Brasseur : le mari amnésique
- Emmanuelle Béart : l'amie cynique
- Raphaël Callandreau : le pianiste
- Gisèle Casadesus : Madeleine, la fiancée centenaire
- Sébastien Castro : le maître d'hôtel délateur
- Caroline Cellier : l'une des échangistes adeptes de la monogamie
- Alain Chabat : l'un des échangistes qui accorde le fantasme de la monogamie
- Patrick Chesnais : le client de prostituée qui tient à lui 'offrir mieux'
- Alexandra Chouraqui : Catia, la dame du vestiaire
- Denis Chérer : Pascal
- Mireille Darc : la cliente qui ne veut pas vieillir
- Jean-Pierre Darroussin : l'échangiste bisexuel
- Noémie de Lattre : la femme draguée qui ne s'en laisse conter et se dit séropositive
- Anthony Delon : le dragueur remis en place
- Antoine Duléry : un travesti
- Françoise Fabian : la maman de l'hétérosexuel
- Michel Galabru : le grand-père indigne
- Stéphane Hillel : Jean-Charles
- Robert Hirsch :  Fernand, le fiancé centenaire
- Catherine Jacob : la kidnappeuse de canari
- Jérémy Kapone : le petit-fils du grand-père indigne
- Marc Lamigeon : Frédéric
- Amanda Lear : Agathe
- Jean Leduc : Jean, le chef cuistot et compagnon du directeur
- Alex Lutz : un travesti
- Valérie Mairesse :  l'inspectrice de police
- Guy Marchand : Raymond
- Élisabeth Margoni : l'épouse du mari amnésique
- Pierre-François Martin-Laval : potache qui renie
- Nicolas Martinez : un des cuisiniers
- Isabelle Mergault: la prostituée
- Raphaël Mezrahi : le trafiquant de bœuf bourguignon
- Miou-Miou: l'adepte de monogamie
- Eddy Mitchell : l'ami de la cliente qui ne veut pas vieillir
- François Morel : un homme du « vestiaire absurde »
- Amélie Moy : la serveuse qui cherche les tables
- Guillaume Mélanie : un des cuisiniers
- Yann Papin : Mathias, l'adjoint de police niais
- Gaëlle Pinheiro : la chanteuse Sandra
- Thierry Pietra : le sosie d'Adolf Hitler
- Joffrey Platel : le nouveau serveur beau gosse
- Denis Podalydès : le travesti rejeté(e) du club
- Bruno Putzulu : le potache méchant
- Line Renaud : la dame au canari
- Romano : le violoniste
- Jean-Paul Rouve : le frère du directeur
- Régine : la fausse dame pipi
- Élisa Servier : la femme des deux hommes au manteau
- Sylvie Testud : la cliente qui rencontre le sosie d'Adolf Hitler
- Michel Vuillermoz : Thibault
- Jacques Weber : le client capricieux qui veut un steak haché
- Laurence Yayel

Distribution
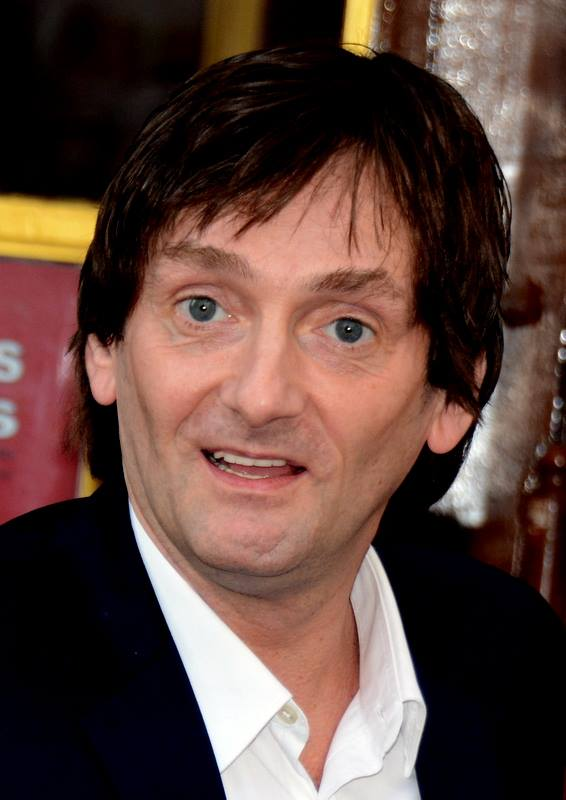
Pierre Palmade
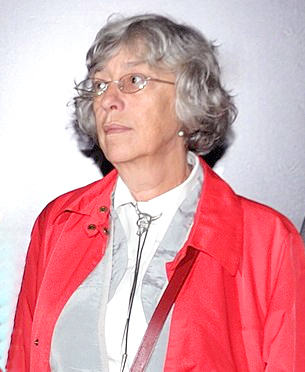
Anémone
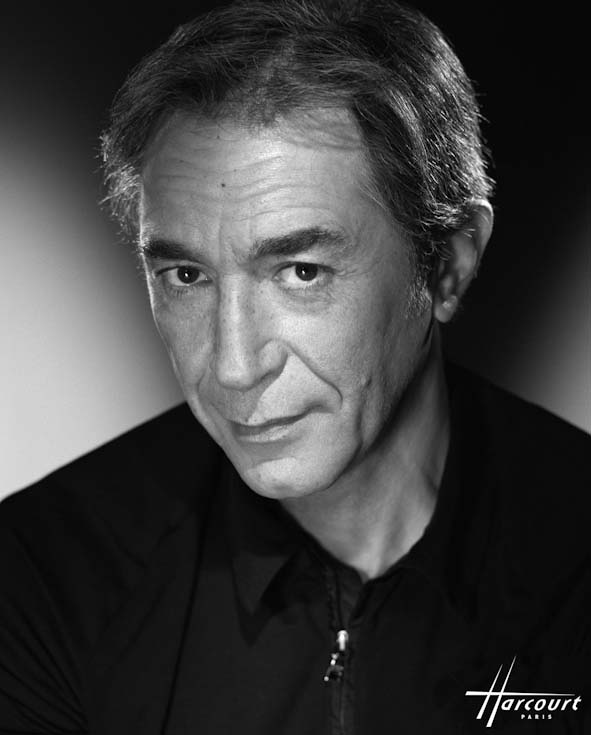
Richard Berry
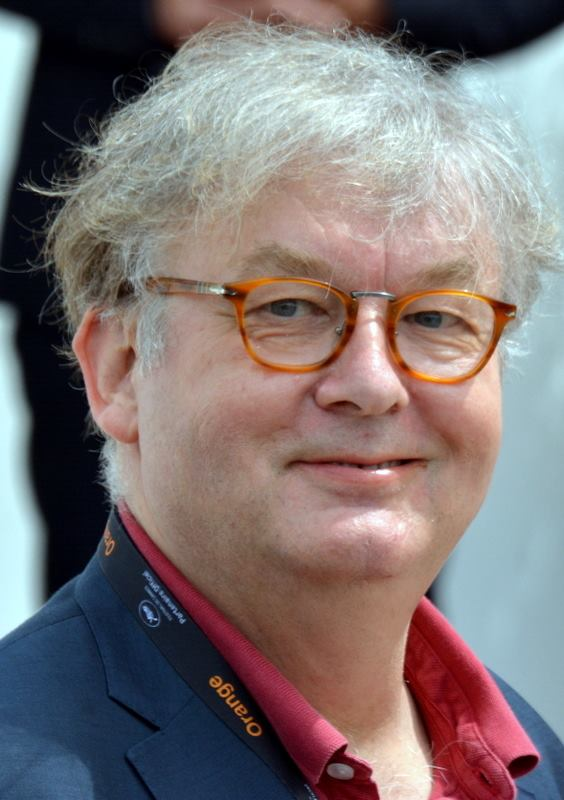
Dominique Besnehard
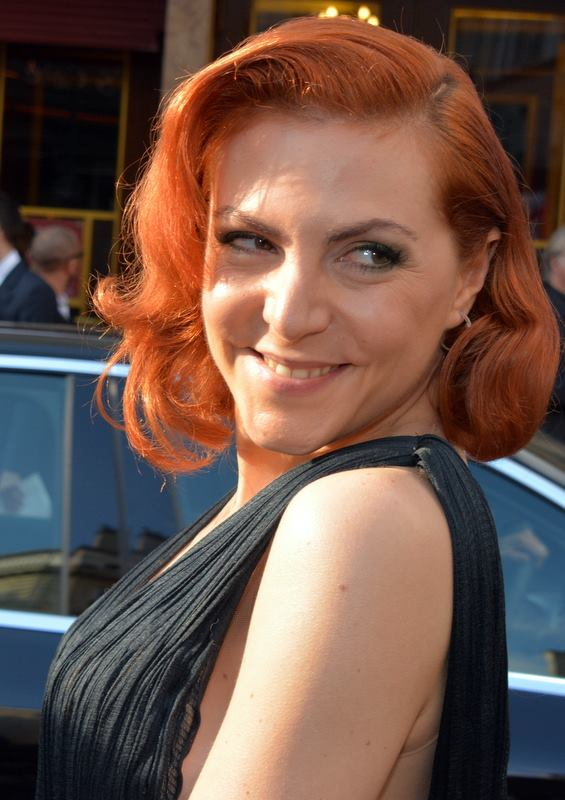
Anne-Élisabeth Blateau
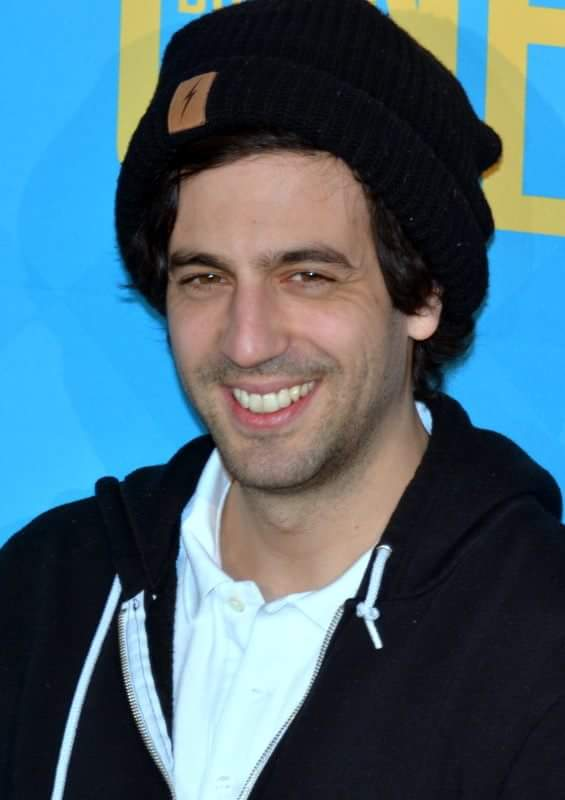
Max Boublil
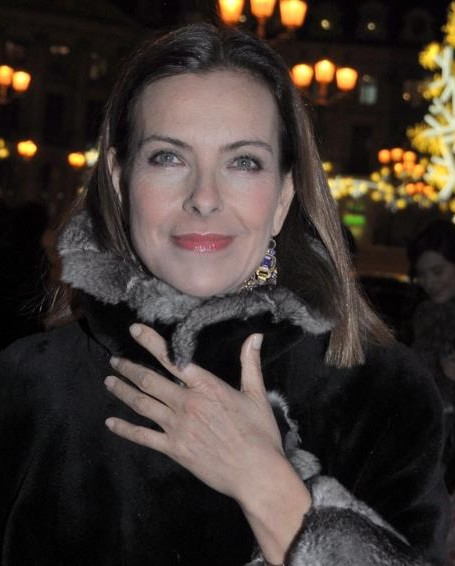
Carole Bouquet
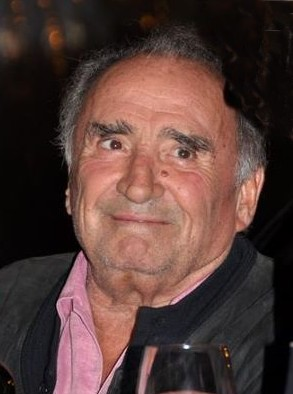
Claude Brasseur
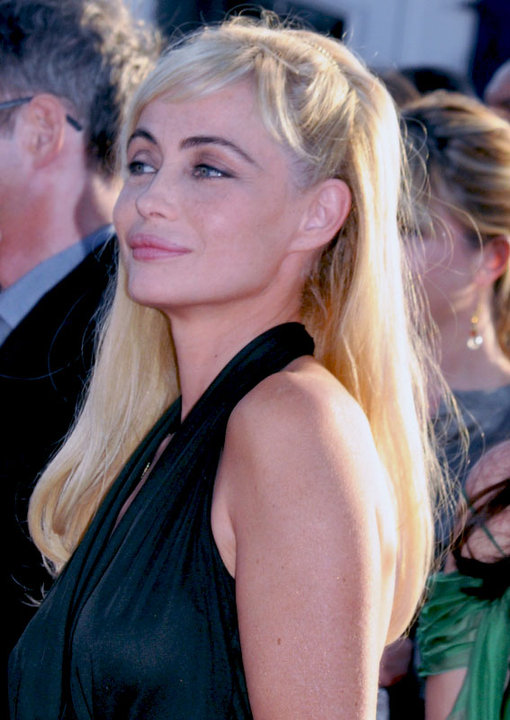
Emmanuelle Béart
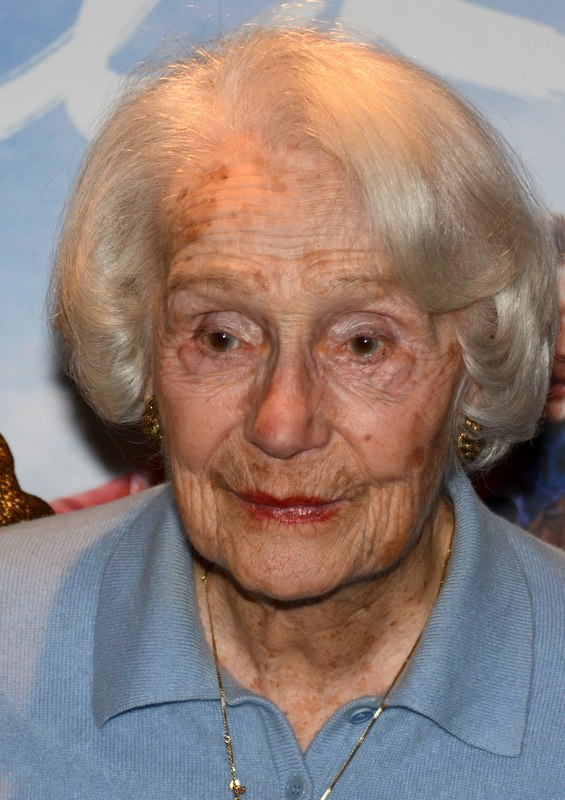
Gisèle Casadesus
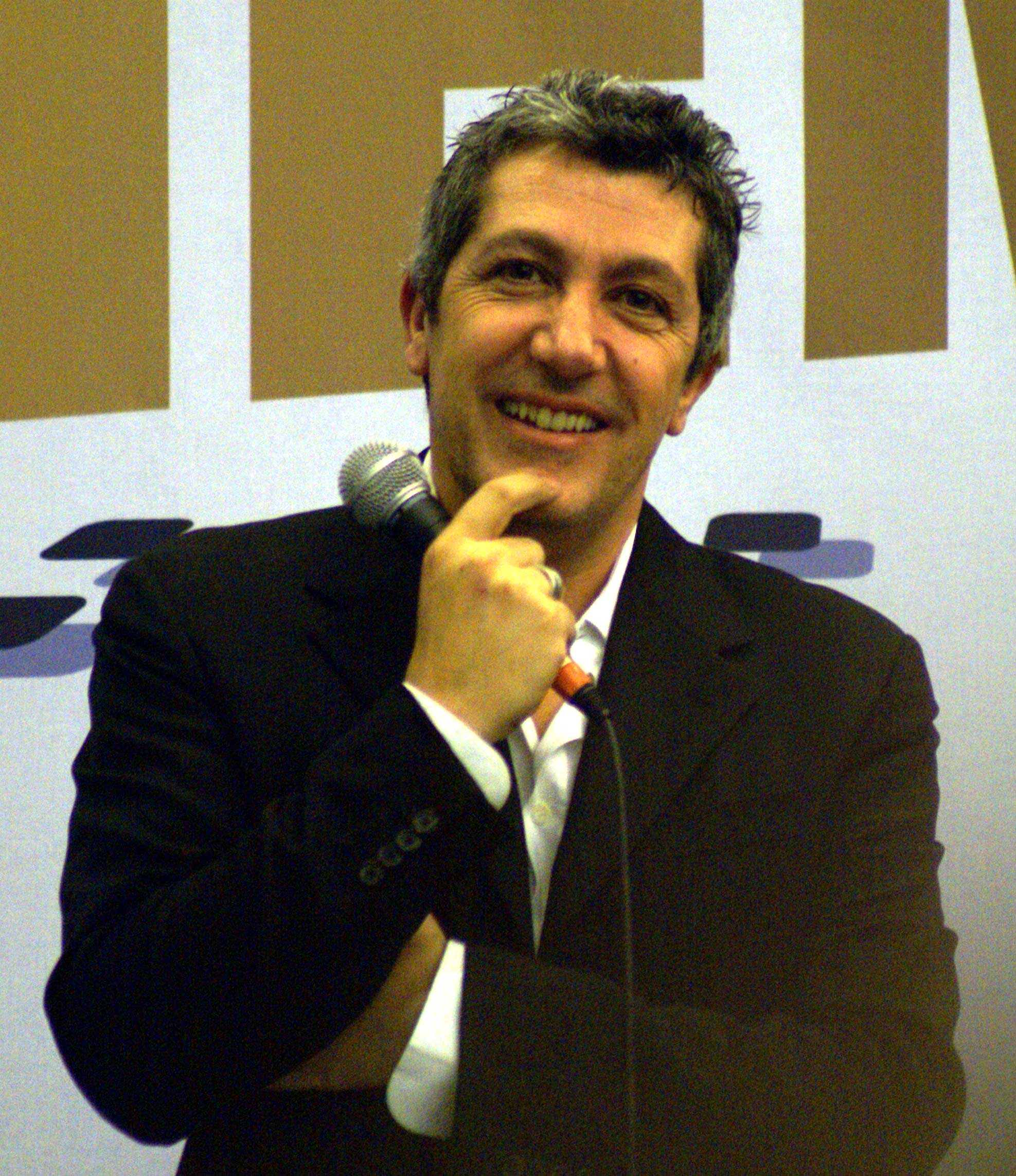
Alain Chabat
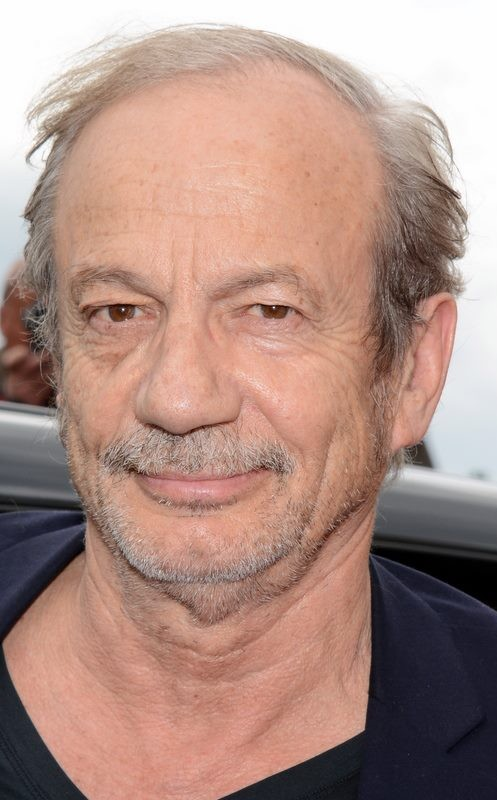
Patrick Chesnais
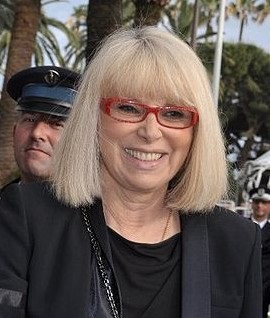
Mireille Darc
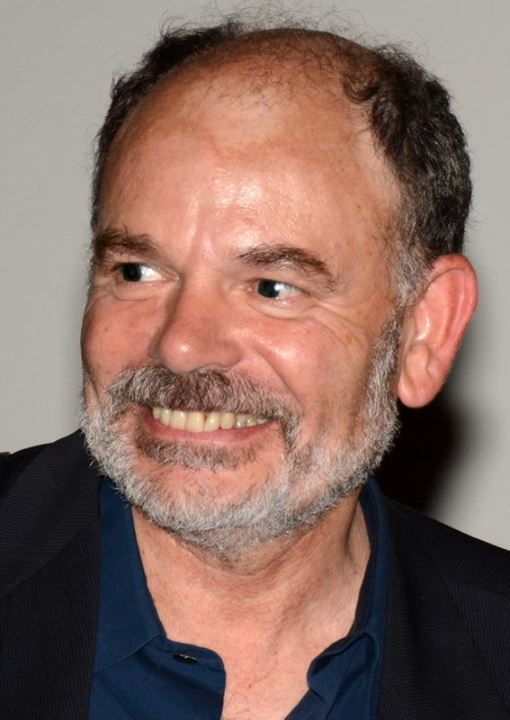
Jean-Pierre Darroussin
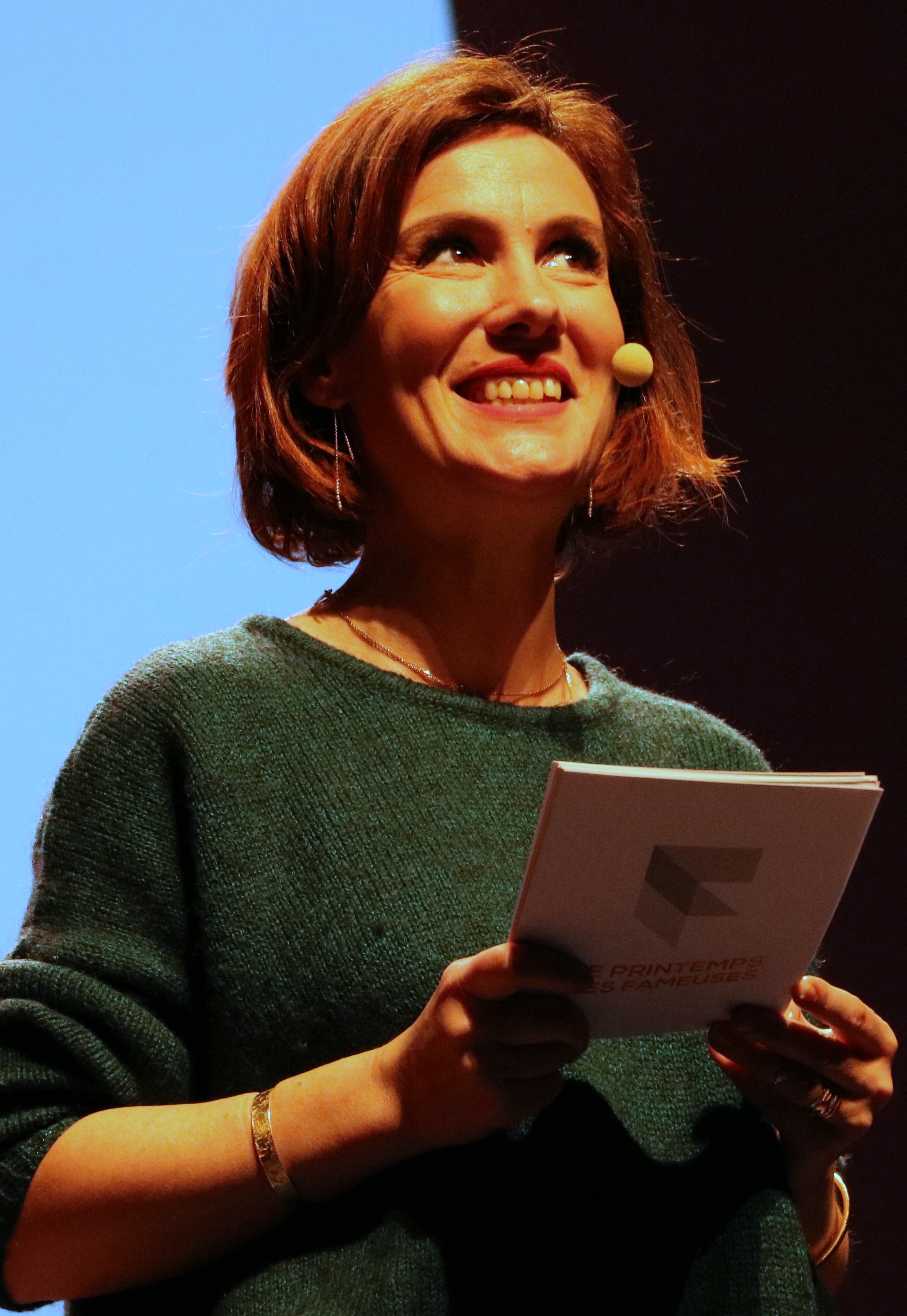
Noémie de Lattre
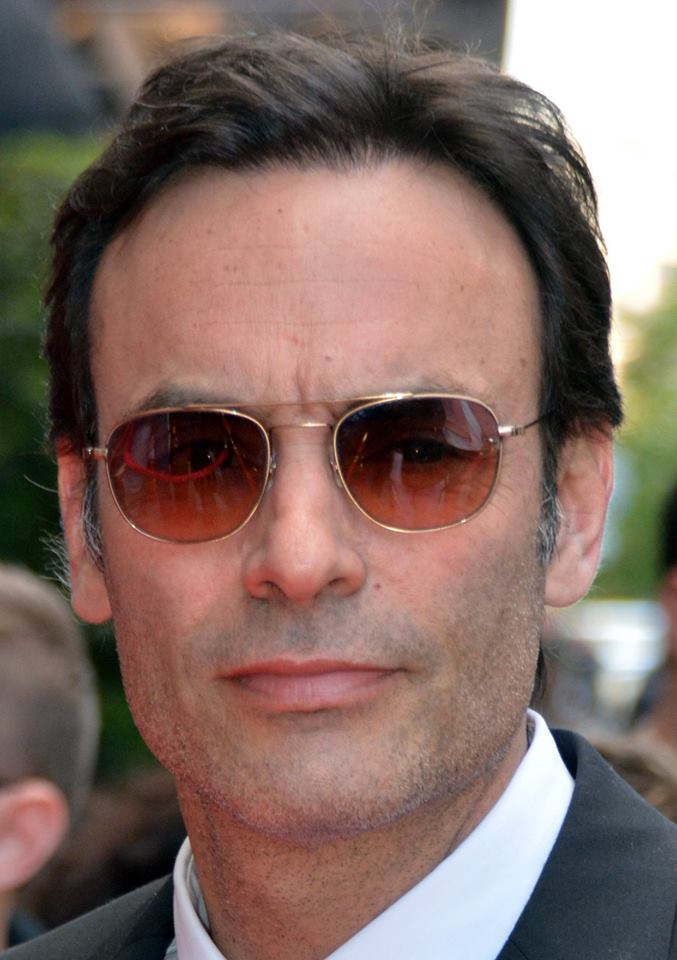
Anthony Delon
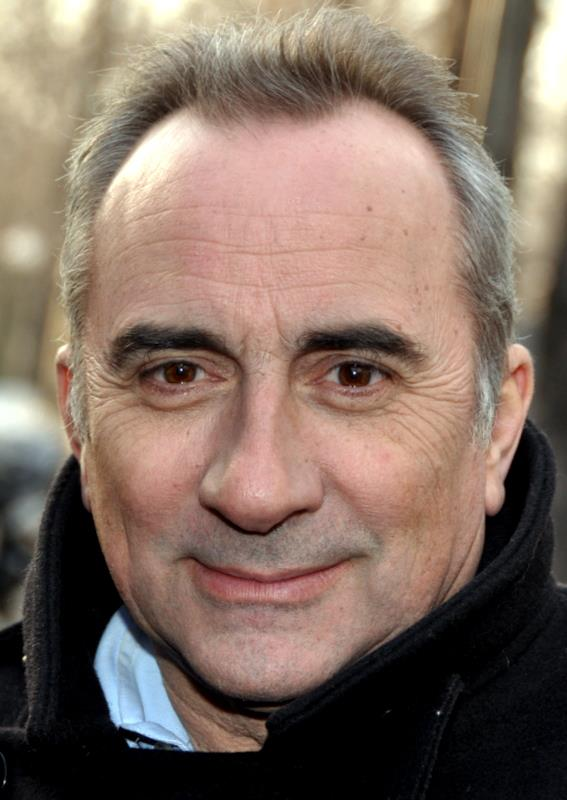
Antoine Duléry
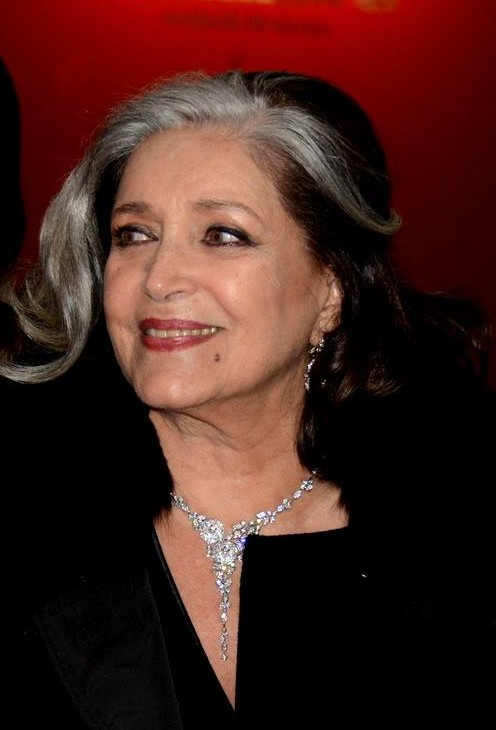
Françoise Fabian
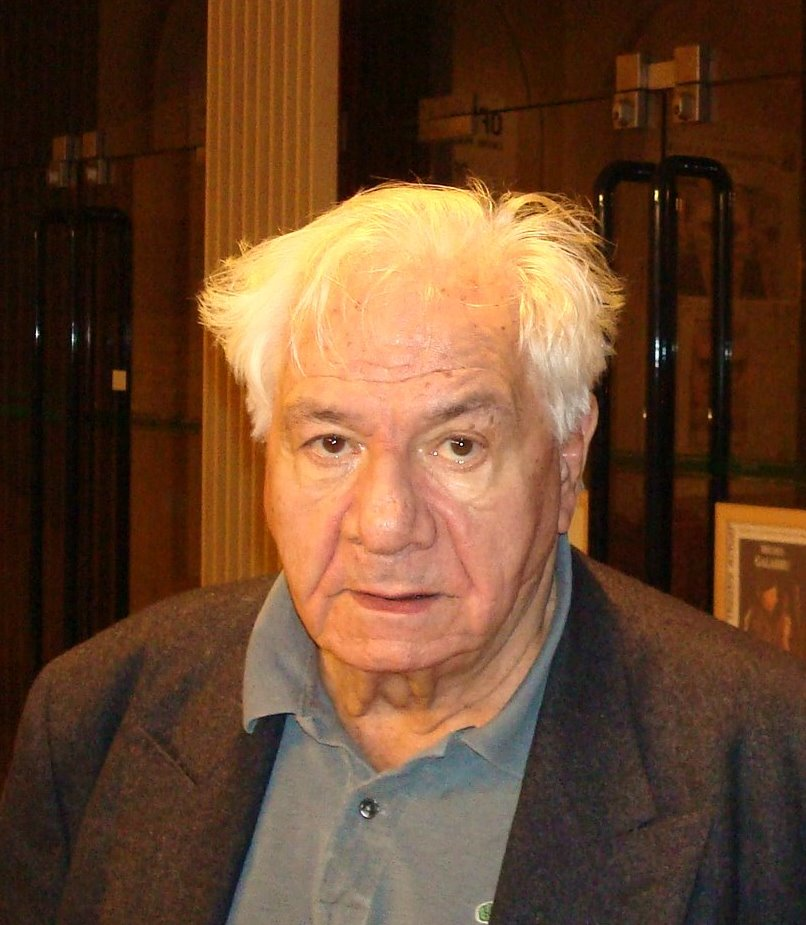
Michel Galabru
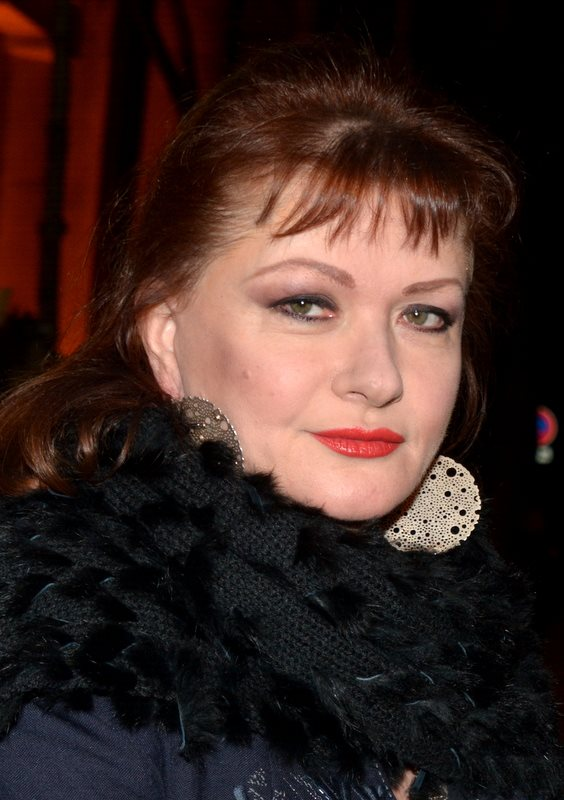
Catherine Jacob
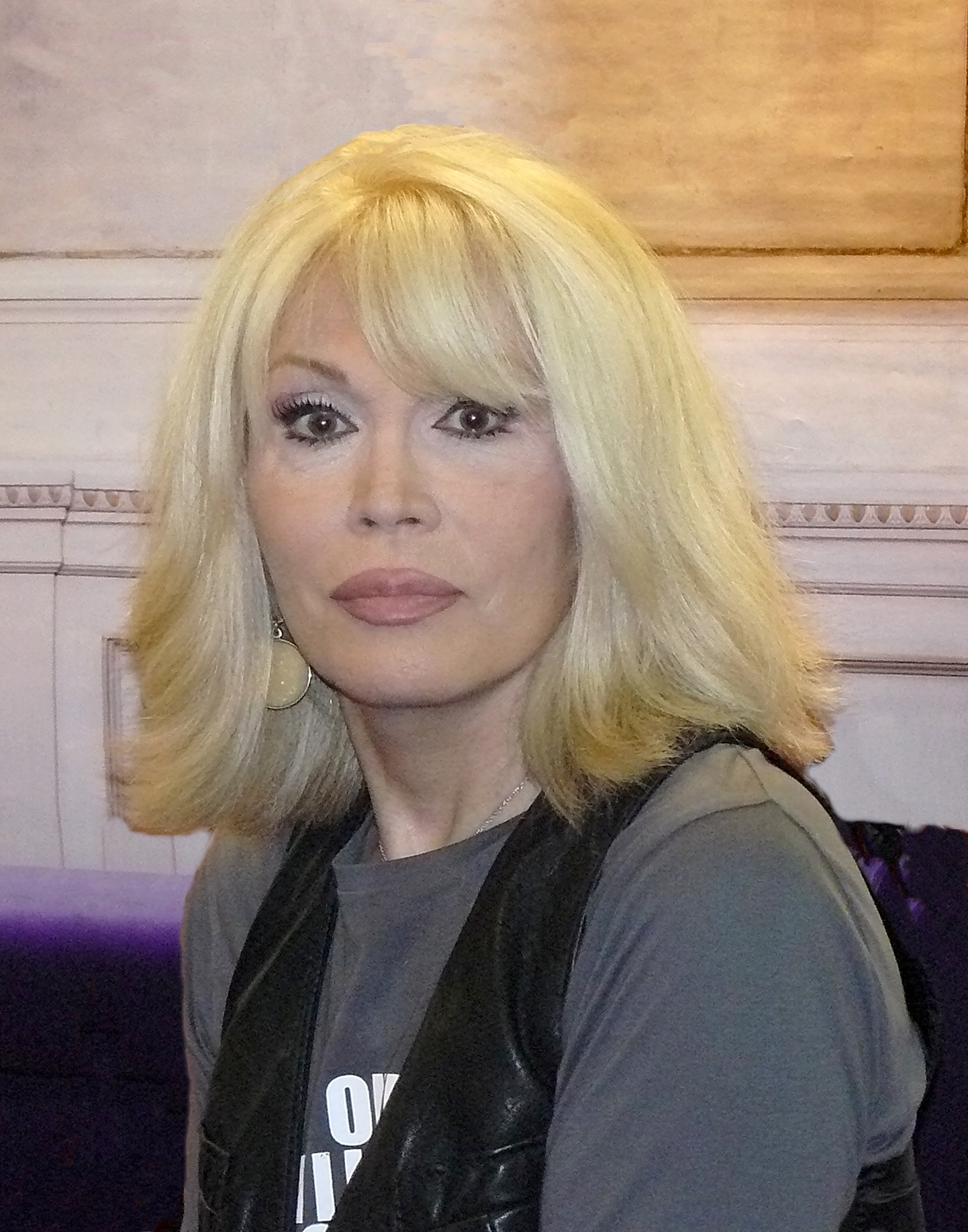
Amanda Lear
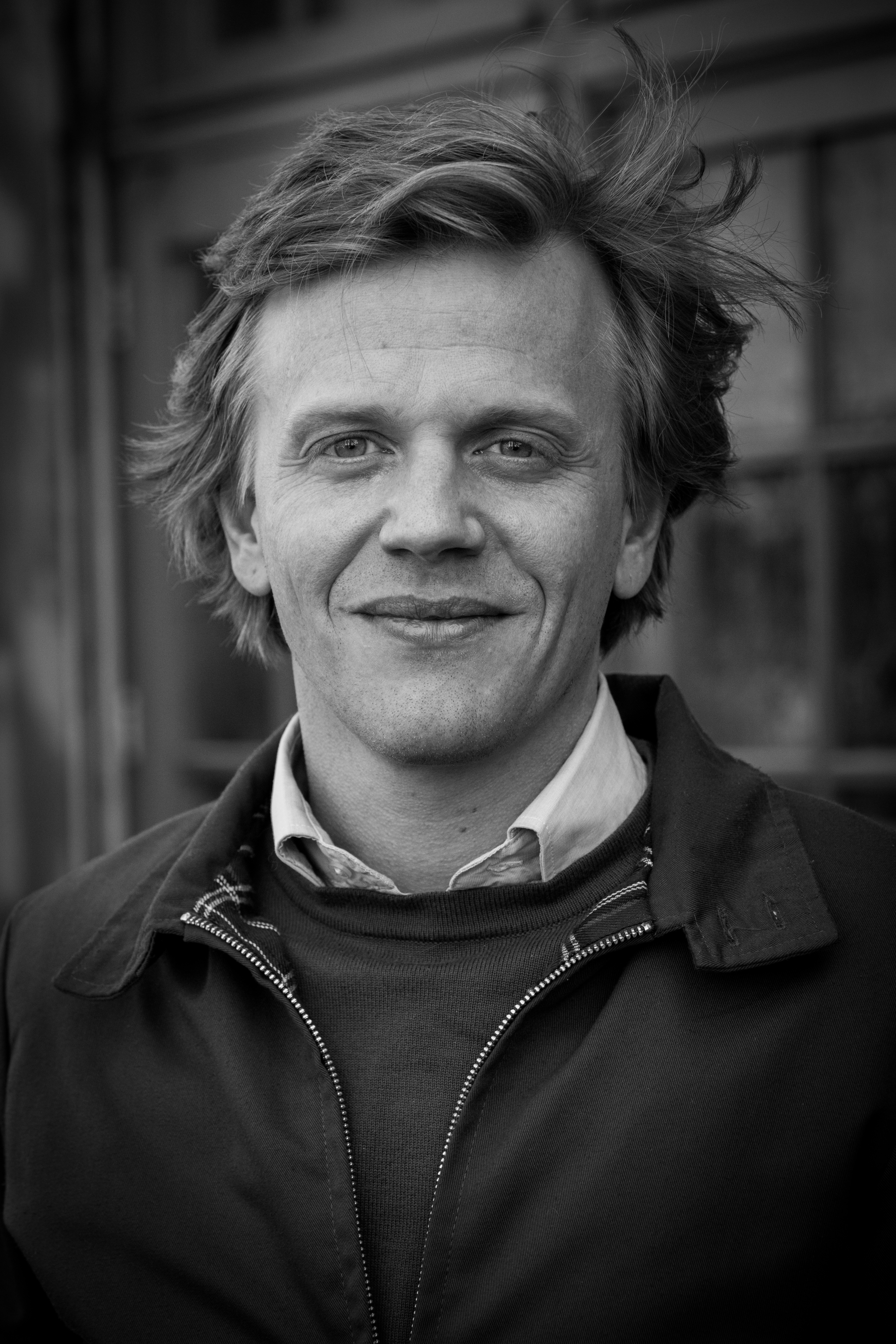
Alex Lutz
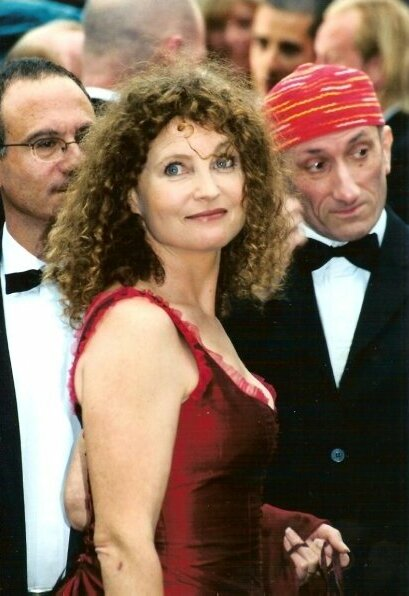
Valérie Mairesse
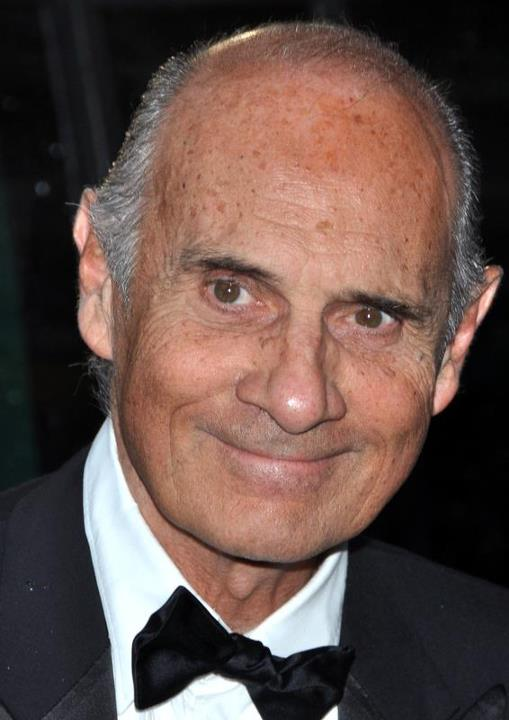
Guy Marchand
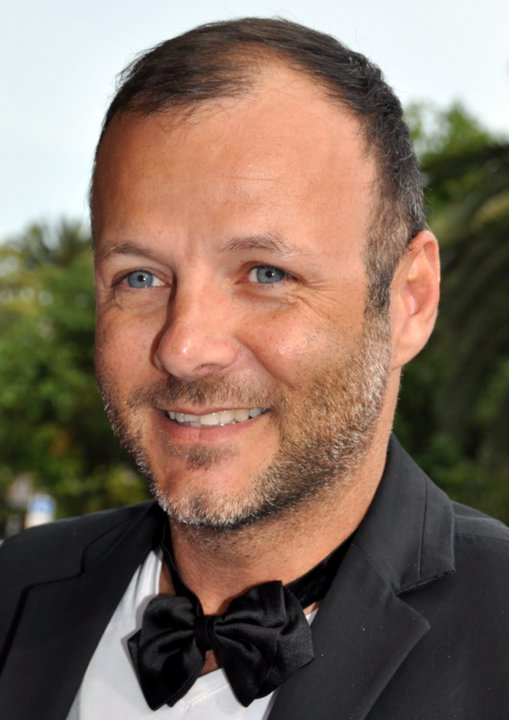
Pierre-François Martin-Laval
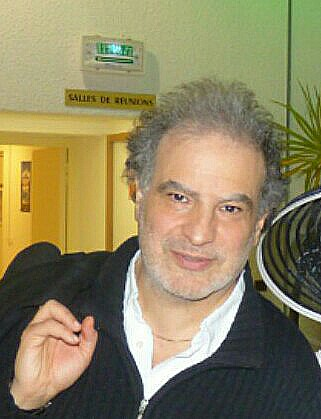
Raphaël Mezrahi
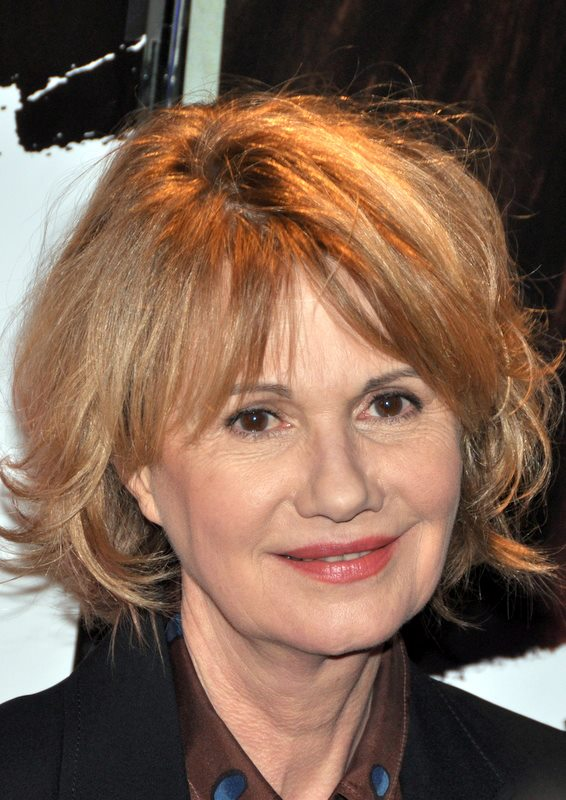
Miou-Miou
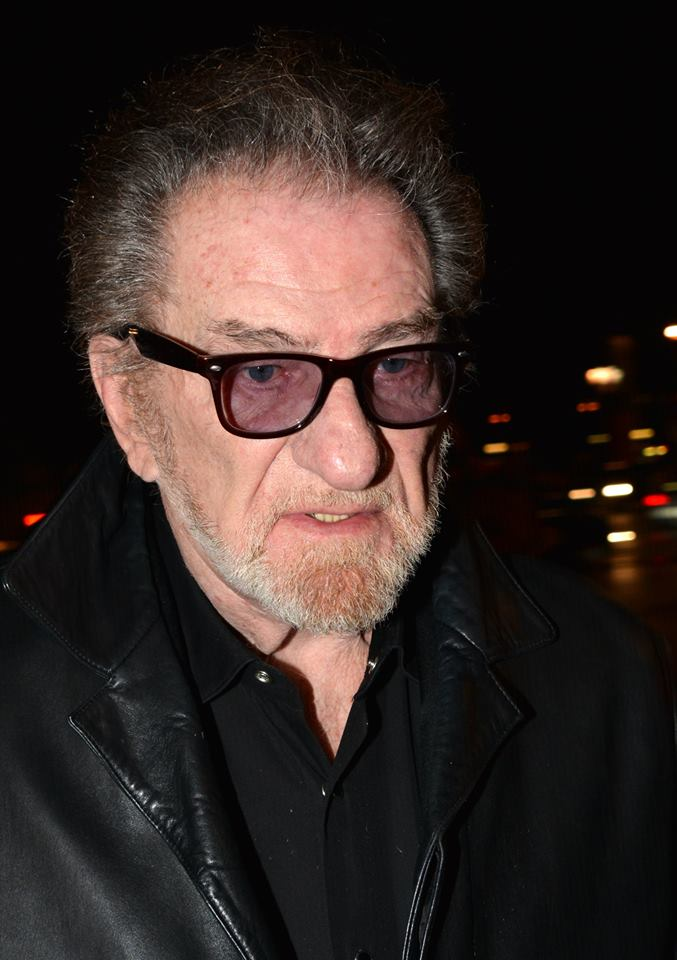
Eddy Mitchell
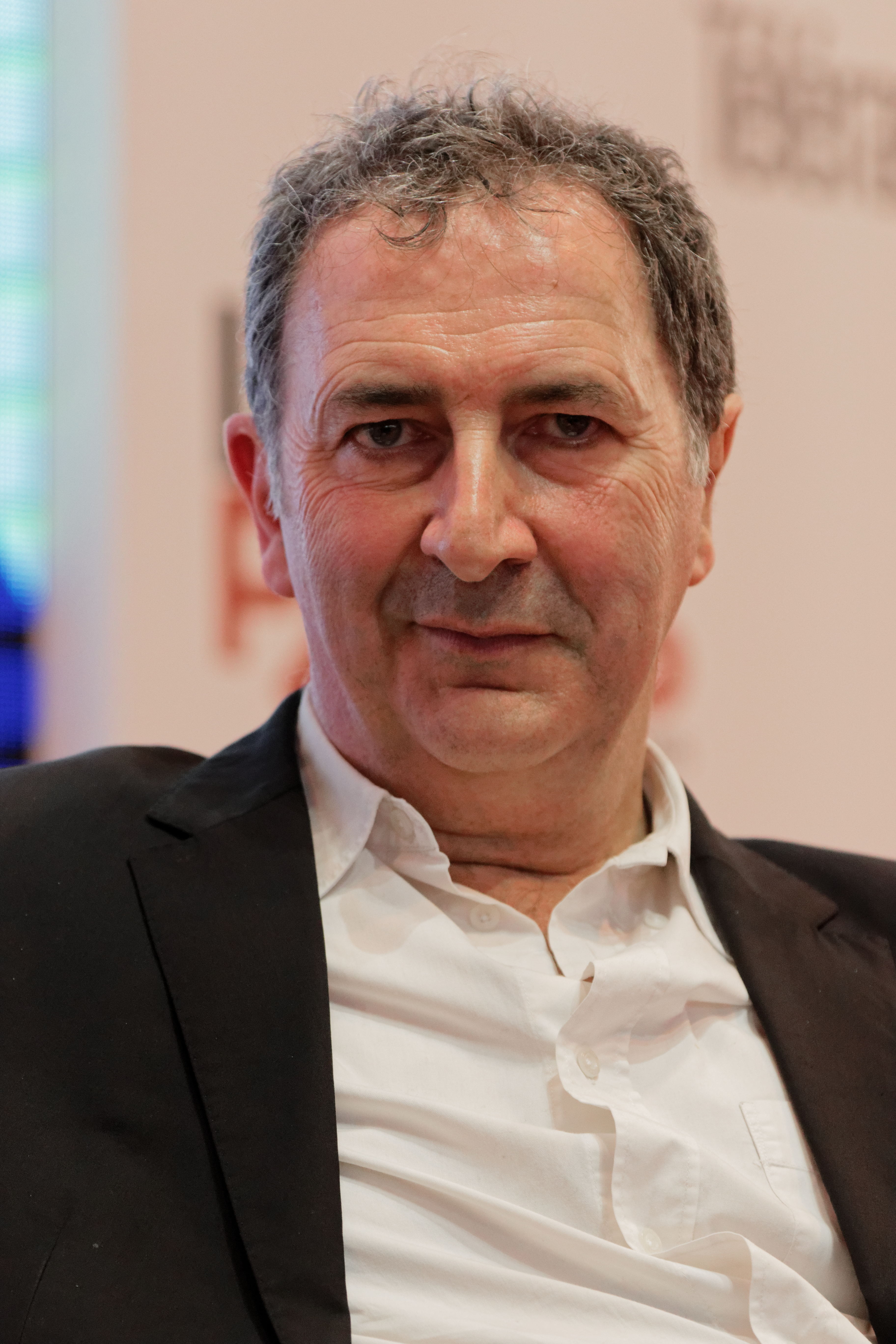
François Morel
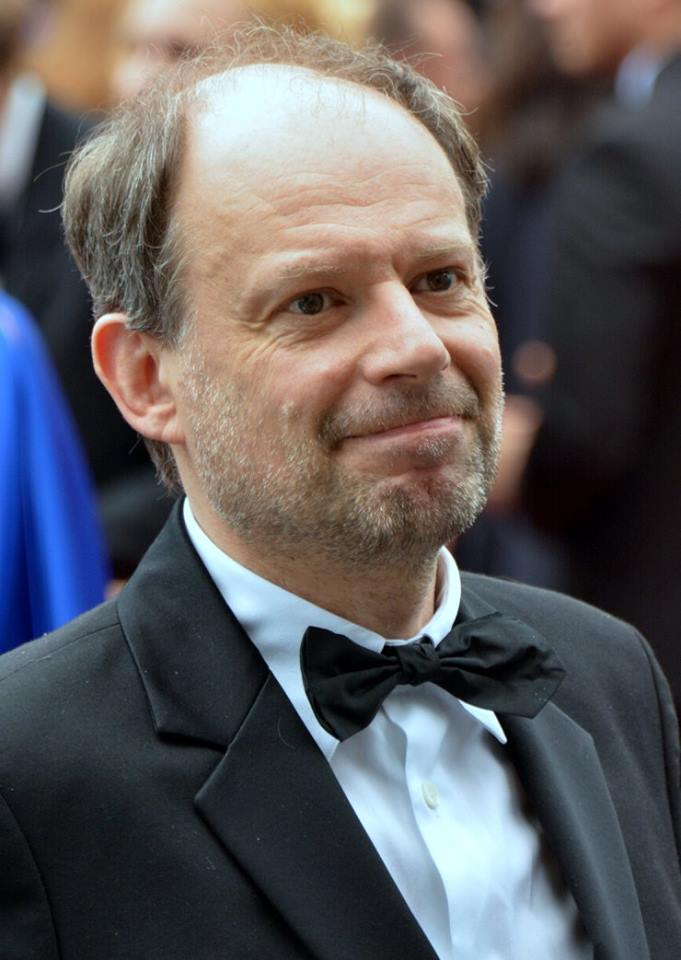
Denis Podalydès
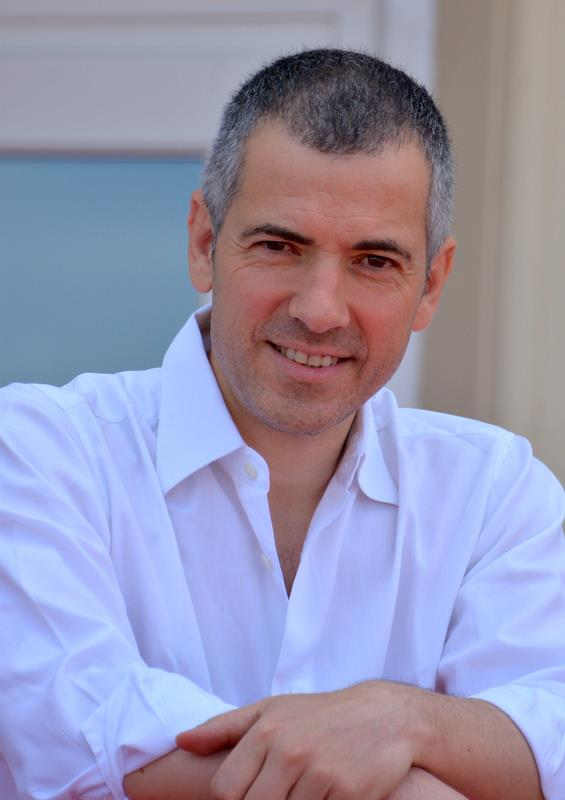
Bruno Putzulu
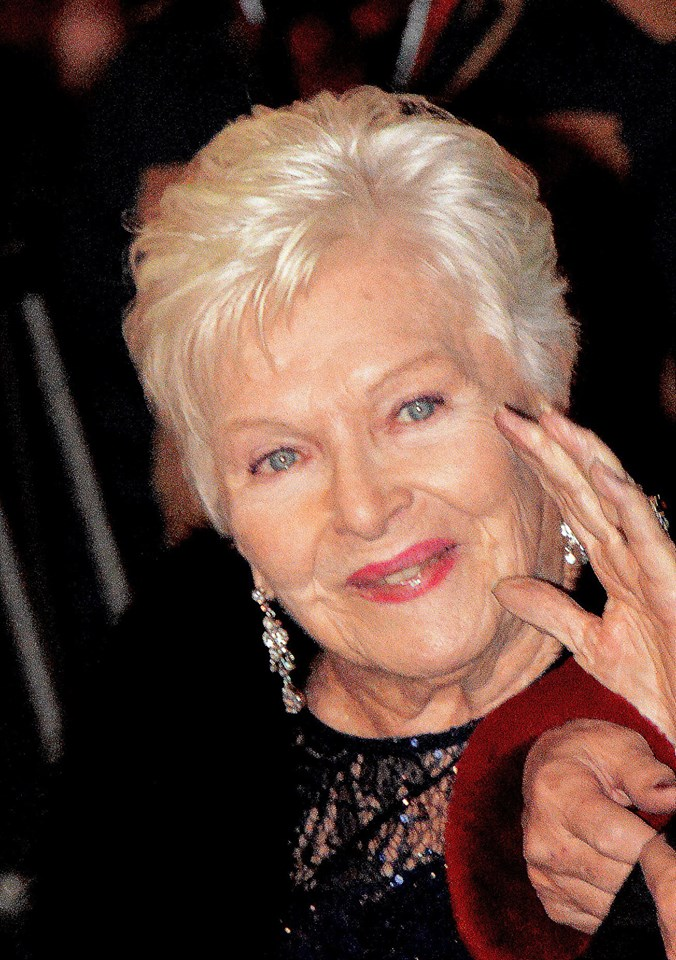
Line Renaud
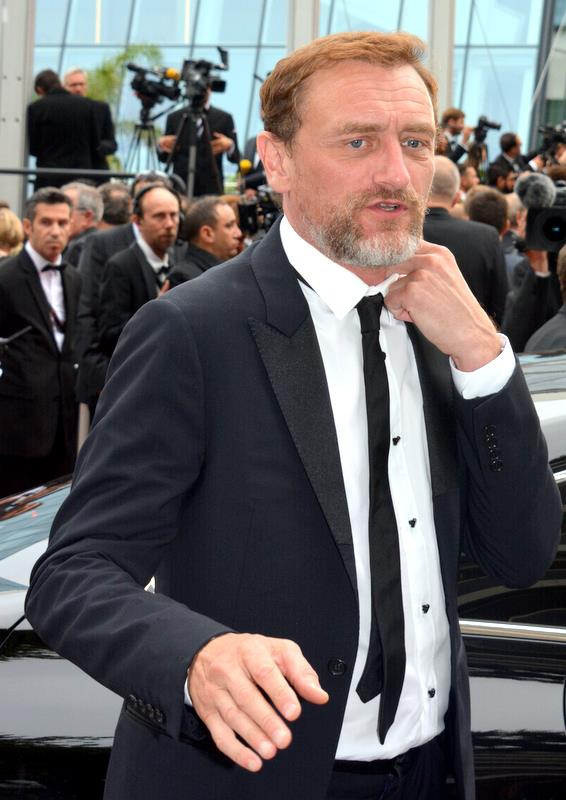
Jean-Paul Rouve
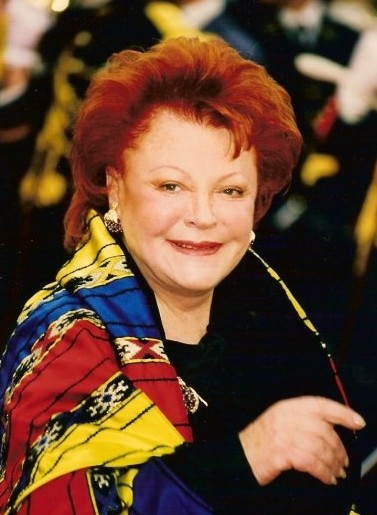
Régine
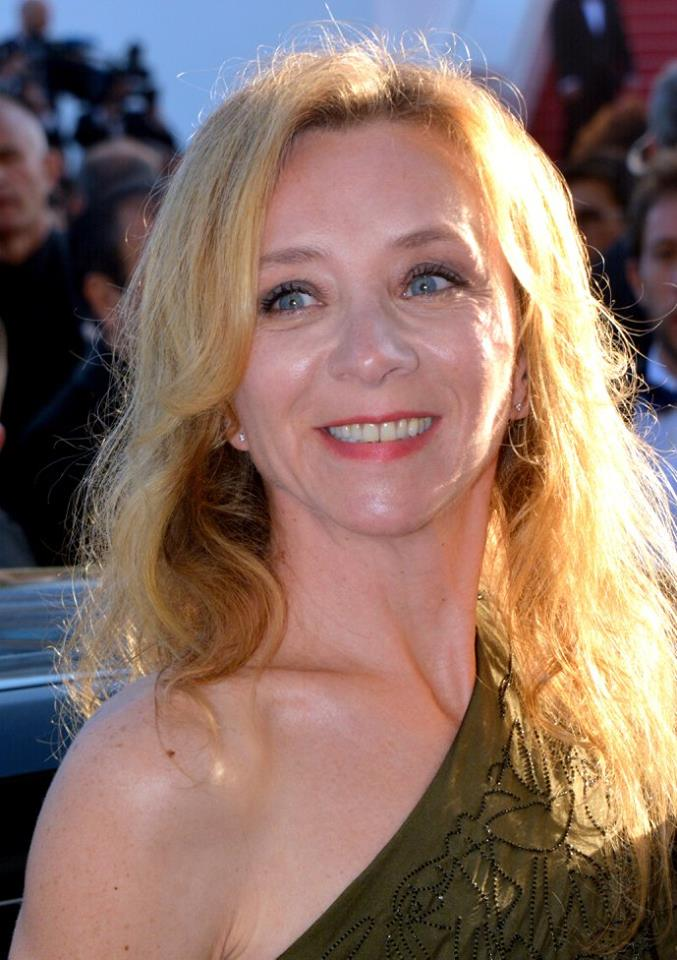
Sylvie Testud
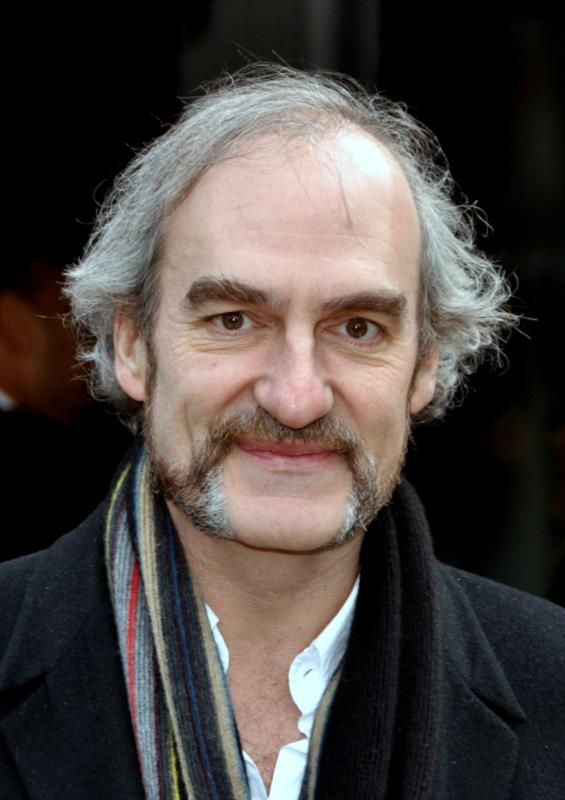
Michel Vuillermoz
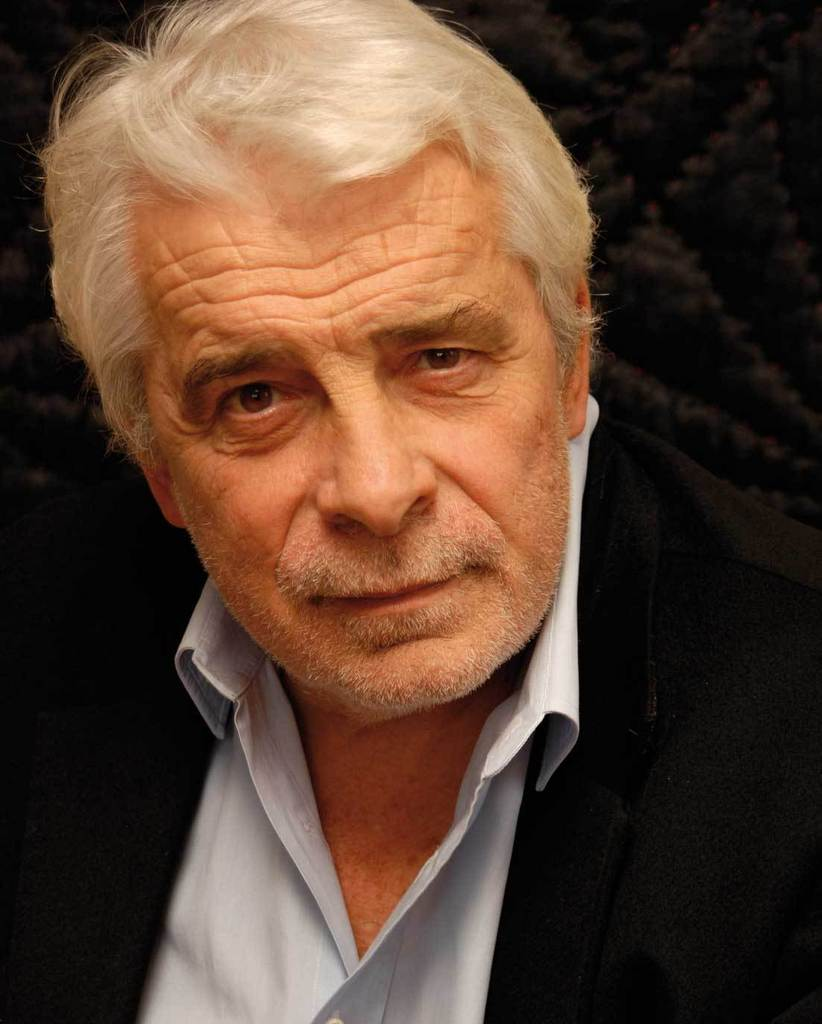
Jacques Weber

### 3eépisode:Le Grand Restaurant: Réouverture après travaux(2021)
Concernant la production d'un troisième épisode, Pierre Palmade confie au micro d'RTL, en décembre 2019, que : « L'idée germait depuis un petit moment dans ma tête. Je demandais à des amis comédiens célèbres s'ils me suivraient, ils disaient oui, donc je me sentais un peu prêt ». Il ajoute aussi que ce nouveau volet a été proposé à France 2, mais qu'M6 a été beaucoup plus rapide pour accepter.
Ce troisième épisode est ainsi diffusé le 3 février 2021, sur M6. Les deux premiers épisodes de 2010 et 2011 sont rediffusés, modifiés, sous les nouveaux titres Le Grand Restaurant : Avant travaux et Le Grand Restaurant : Avant travaux, la suite.

#### Fiche technique
L'épisode est réalisé par Romuald Boulanger et Pierre Palmade, et produit par les sociétés de production 13.34 Productions et JYL Productions.

#### Distribution
- Pierre Palmade
- Pierre Arditi
- Malik Bentalha
- François Berléand
- Michèle Bernier
- Anne-Élisabeth Blateau
- Marie-Anne Chazel
- Jean-Pierre Darroussin
- Vincent Dedienne
- François-Xavier Demaison
- Julie Depardieu
- Oriane Deschamps
- Frédéric Diefenthal
- Arielle Dombasle
- Anny Duperey
- Julie Ferrier
- Florence Foresti
- Julie Gayet
- Stéphane Guillon
- Catherine Hiegel
- Isabelle Huppert
- Jeanfi Janssens
- JoeyStarr
- Gérard Jugnot
- Chantal Ladesou
- Régis Laspalès
- Baptiste Lecaplain
- Jean Leduc
- Bernard Le Coq
- Anne Le Nen
- Alex Lutz
- Valérie Mairesse
- Yolande Moreau
- Isabelle Nanty
- Joffrey Platel
- Muriel Robin
- Michel Sardou
- Mathilde Seigner
- Fred Testot
- Sylvie Testud
- Marthe Villalonga
- Laetitia Vercken
- Emmanuelle Bougerol
- Alexandra Chouraqui
- Loic Blanco
- Yann Papin
- Joffrey Platel
- Julien Ratel
- Antoine Schoumsky

- Distribution
- Pierre Palmade
- Pierre Arditi
- Malik Bentalha
- François Berléand
- Michèle Bernier
- Anne-Élisabeth Blateau
- Marie-Anne Chazel
- Jean-Pierre Darroussin
- Vincent Dedienne
- François-Xavier Demaison
- Julie Depardieu
- Frédéric Diefenthal
- Arielle Dombasle
- Anny Duperey
- Julie Ferrier
- Florence Foresti
- Julie Gayet
- Stéphane Guillon
- Catherine Hiegel
- Isabelle Huppert
- Jeanfi Janssens
- JoeyStarr
- Gérard Jugnot
- Chantal Ladesou
- Régis Laspalès
- Baptiste Lecaplain
- Bernard Le Coq
- Anne Le Nen
- Alex Lutz
- Valérie Mairesse
- Yolande Moreau
- Isabelle Nanty
- Muriel Robin
- Michel Sardou
- Mathilde Seigner
- Fred Testot
- Sylvie Testud
- Marthe Villalonga

### 4eépisode:Le Grand Restaurant: La guerre de l'étoile(2022)
Le tournage d'un quatrième volet est annoncé en fin d'année 2021. Celui-ci se déroule à Paris, entre les 15 et 20 novembre 2021,. L'émission est diffusée sur M6 le jeudi 15 décembre 2022.

#### Distribution
- Pierre Palmade
- Alexandre Astier
- Lionnel Astier
- Frédérique Bel
- Bénabar
- Rayane Bensetti
- François Berléand
- Anne-Elisabeth Blateau
- Max Boublil
- Carole Bouquet
- Didier Bourdon
- Zabou Breitman
- Bernard Campan
- Marie-Anne Chazel
- Eva Darlan
- Jean-Pierre Darroussin
- Olivier de Benoist
- Vincent Desagnat
- Franck Dubosc
- Arnaud Ducret
- André Dussollier
- Elodie Fontan
- Catherine Hiegel
- Jarry
- Valérie Karsenti
- Michèle Laroque
- Chantal Lauby
- Baptiste Lecaplain
- Estelle Lefébure
- Philippe Lellouche
- Jean-Luc Lemoine
- Anne Le Nen
- Jean-Baptiste Maunier
- Isabelle Mergault
- Florent Peyre
- Thierry Pietra
- M. Pokora
- Muriel Robin
- François Rollin
- Barbara Schulz
- Elie Semoun
- Ahmed Sylla
- Claudia Tagbo
- Sylvie Testud
- Tom Villa
- Constance Carrelet
- Rémi Deval
- Benjamin Gauthier
- Thibault Gouzarch
- Jean Leduc
- Agnès Miguras
- Cédric Moreau

## Audiences
| Chaîne   | Épisode | Jour et horaire de diffusion            | Nombre de téléspectateurs | Part de marché (sur les 4 ans et plus) | Classement des audiences | Réfs.  |
| -------- | ------- | --------------------------------------- | ------------------------- | -------------------------------------- | ------------------------ | ------ |
| France 2 | 1       | Samedi 20 février 2010 (20:35 - 22:15)  | 4 890 000                 | 22 %                                   | 2e                       | [ 13 ] |
| France 2 | 2       | Samedi 30 avril 2011 (20:40 - 22:20)    | 3 010 000                 | 14,4 %                                 | 3e                       | ,      |
| M6       | 3       | Mercredi 3 février 2021 (21:05 - 23:00) | 3 050 000                 | 13,6 %                                 | 3e                       | [ 16 ] |
| M6       | 4       | Jeudi 15 décembre 2022 (21:05 - 23:00)  | 2 010 000                 | 11,2 %                                 | 3e                       | [ 17 ] |

Légende :
- plus hauts scores d'audiences
- plus bas scores d'audiences